# Estatísticas do Allianz Parque

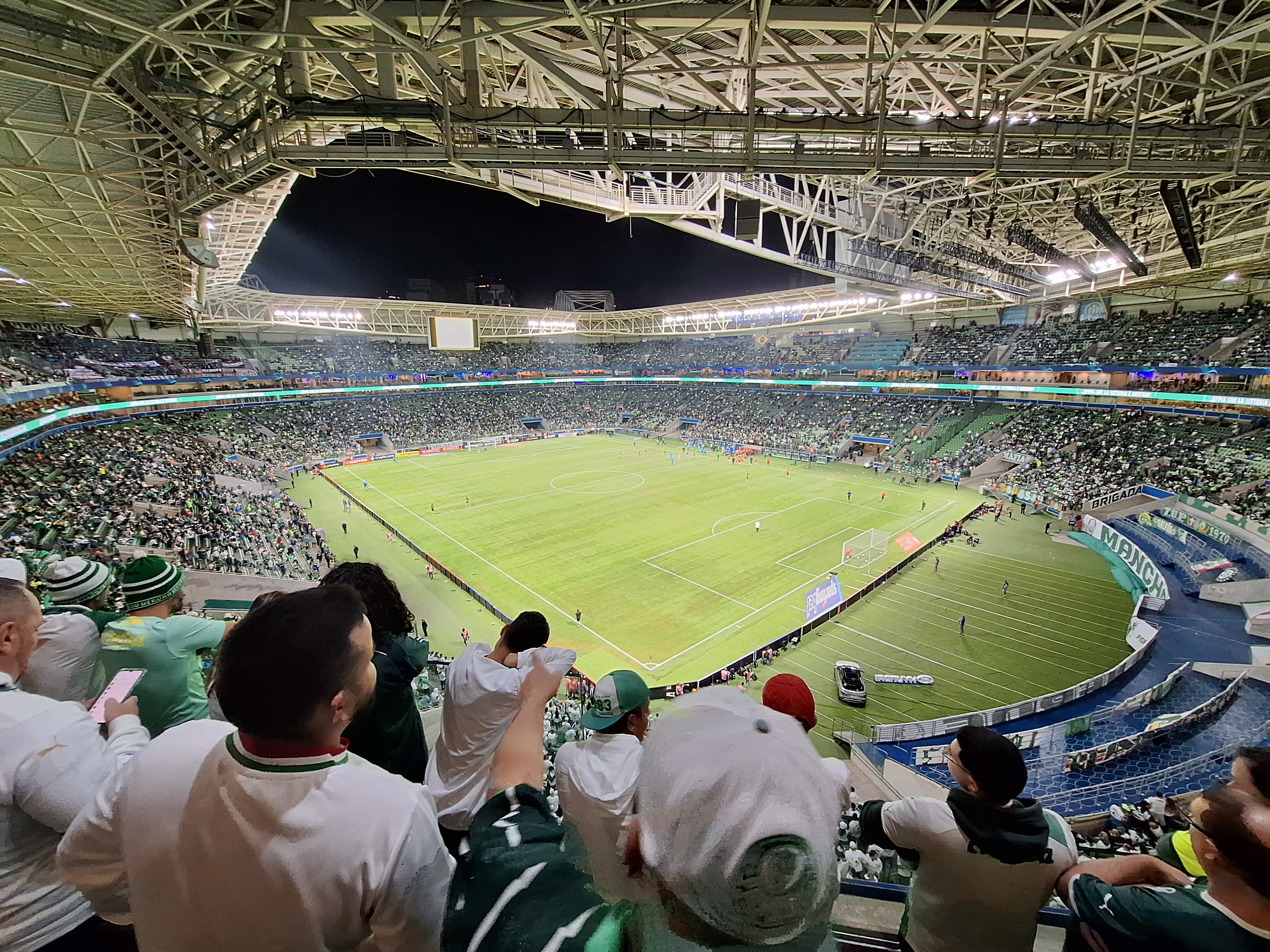
Visão interna do Allianz Parque, em São Paulo

Inaugurado em 2014, o Allianz Parque, conhecido popularmente nos primórdios como Arena Palestra Itália ou Arena Palmeiras,,  já recebeu mais de três centenas de jogos  do Palmeiras, seu proprietário, além de partidas da Seleção Brasileira, uma delas pelas Eliminatórias da Copa do Mundo, em 2017.
O primeiro jogo oficial do Allianz Parque foi realizado no dia 19 de novembro de 2014 entre Palmeiras e Sport, pelo Campeonato Brasileiro de Futebol, com o placar de 0 a 2 para o Sport e presença de 35.939 torcedores.
O local já foi palco de nove grandes conquistas do Palmeiras. No Allianz Parque, a equipe foi campeã dos Campeonatos Paulistas de 2020, de 2022, 2023, 2024, da Recopa Sul-Americana de 2022, da Copa do Brasil de Futebol de 2015 e de 2020, além dos Campeonatos Brasileiros de  2016 e de 2022 A arena alviverde também recebeu a festa da entrega da taça do Campeonato Brasileiro de 2018, que representou o decacampeonato da competição conquistado pelo alviverde.
Na sequência, é possível conferir as estatísticas do Allianz Parque.

## Lista geral de jogos
Abaixo está a lista completa de jogos de futebol profissional masculino no Allianz Parque, com a respectiva referência em cada partida listada.
Não estão inclusos nesta lista jogos festivos, partidas de categorias de base ou de futebol feminino.
A numeração das partidas se refere ao total de jogos na arena, não apenas do Palmeiras como mandante.
| Jogos do Palmeiras como mandante |                         |               |           |                         |                                      |                 |                 |                   |
| Jogo                             | Data                    | Time mandante | Placar    | Time visitante          | Competição                           | Público pagante | Renda bruta     | Referência        |
| 1                                | 19 de novembro de 2014  | Palmeiras     | 0–2       | Sport                   | Campeonato Brasileiro de 2014        | 35 939          | R$ 4 915 885,00 |                   |
| 2                                | 7 de dezembro de 2014   | Palmeiras     | 1–1       | Atlético-PR             | Campeonato Brasileiro de 2014        | 33 151          | R$ 2 976 260,00 |                   |
| 3                                | 17 de janeiro de 2015   | Palmeiras     | 3–1       | Shandong Luneng         | Amistoso internacional               | 27 013          | R$ 1 568 020,00 |                   |
| 4                                | 25 de janeiro de 2015   | Palmeiras     | 3–2       | Red Bull Brasil         | Amistoso                             | 20 151          | R$ 944 345,00   |                   |
| 6                                | 5 de fevereiro de 2015  | Palmeiras     | 0–1       | Ponte Preta             | Campeonato Paulista de 2015          | 24 695          | R$ 1 765 765,00 |                   |
| 7                                | 8 de fevereiro de 2015  | Palmeiras     | 0–1       | Corinthians             | Campeonato Paulista de 2015          | 28 869          | R$ 2 646 893,75 |                   |
| 8                                | 11 de fevereiro de 2015 | Palmeiras     | 3–0       | Rio Claro               | Campeonato Paulista de 2015          | 17 528          | R$ 1 134 780,00 |                   |
| 9                                | 28 de fevereiro de 2015 | Palmeiras     | 2–0       | Capivariano             | Campeonato Paulista de 2015          | 32 134          | R$ 2 578 175,00 |                   |
| 10                               | 7 de março de 2015      | Palmeiras     | 1–0       | Bragantino              | Campeonato Paulista de 2015          | 29 452          | R$ 2 223 055,00 |                   |
| 11                               | 15 de março de 2015     | Palmeiras     | 1–0       | XV de Piracicaba        | Campeonato Paulista de 2015          | 26 199          | R$ 1 897 635,00 |                   |
| 12                               | 25 de março de 2015     | Palmeiras     | 3–0       | São Paulo               | Campeonato Paulista de 2015          | 25 804          | R$ 2 187 256,25 |                   |
| 13                               | 4 de abril de 2015      | Palmeiras     | 3–1       | Mogi Mirim              | Campeonato Paulista de 2015          | 29 536          | R$ 2 212 515,00 |                   |
| 14                               | 12 de abril de 2015     | Palmeiras     | 1–0       | Botafogo-SP             | Campeonato Paulista de 2015          | 35 437          | R$ 2 498 585,00 |                   |
| 15                               | 26 de abril de 2015     | Palmeiras     | 1–0       | Santos                  | Campeonato Paulista de 2015          | 39 479          | R$ 4 181 281,25 |                   |
| 16                               | 9 de maio de 2015       | Palmeiras     | 2–2       | Atlético-MG             | Campeonato Brasileiro de 2015        | 28 781          | R$ 2 004 965,00 |                   |
| 17                               | 12 de maio de 2015      | Palmeiras     | 5–1       | Sampaio Corrêa          | Copa do Brasil de 2015               | 24 443          | R$ 921 447,62   |                   |
| 18                               | 24 de maio de 2015      | Palmeiras     | 0–1       | Goiás                   | Campeonato Brasileiro de 2015        | 37 337          | R$ 2 410 600,00 |                   |
| 19                               | 27 de maio de 2015      | Palmeiras     | 0–0       | ASA                     | Copa do Brasil de 2015               | 17 212          | R$ 931 492,50   |                   |
| 20                               | 4 de junho de 2015      | Palmeiras     | 1–1       | Internacional           | Campeonato Brasileiro de 2015        | 36 199          | R$ 2 355 343,75 |                   |
| 22                               | 14 de junho de 2015     | Palmeiras     | 2–1       | Fluminense              | Campeonato Brasileiro de 2015        | 26 181          | R$ 1 637 815,00 | [ligação inativa] |
| 23                               | 28 de junho de 2015     | Palmeiras     | 4–0       | São Paulo               | Campeonato Brasileiro de 2015        | 29 233          | R$ 1 989 100,00 |                   |
| 24                               | 1 de julho de 2015      | Palmeiras     | 2–0       | Chapecoense             | Campeonato Brasileiro de 2015        | 32 742          | R$ 1 663 574,99 |                   |
| 25                               | 8 de julho de 2015      | Palmeiras     | 3–0       | Avaí                    | Campeonato Brasileiro de 2015        | 37 530          | R$ 2 405 755,00 |                   |
| 26                               | 19 de julho de 2015     | Palmeiras     | 1–0       | Santos                  | Campeonato Brasileiro de 2015        | 38 220          | R$ 2 741 640,00 | [ligação inativa] |
| 27                               | 2 de agosto de 2015     | Palmeiras     | 0–1       | Atlético-PR             | Campeonato Brasileiro de 2015        | 38 794          | R$ 3 325 090,00 |                   |
| 28                               | 16 de agosto de 2015    | Palmeiras     | 4–2       | Flamengo                | Campeonato Brasileiro de 2015        | 37 739          | R$ 2 908 585,00 |                   |
| 29                               | 19 de agosto de 2015    | Palmeiras     | 2–1       | Cruzeiro                | Copa do Brasil de 2015               | 24 889          | R$ 1 621 115,00 |                   |
| 30                               | 30 de agosto de 2015    | Palmeiras     | 3–2       | Joinville               | Campeonato Brasileiro de 2015        | 28 907          | R$ 1 963 993,75 |                   |
| 31                               | 6 de setembro de 2015   | Palmeiras     | 3–3       | Corinthians             | Campeonato Brasileiro de 2015        | 35 707          | R$ 2 578 440,00 |                   |
| 32                               | 12 de setembro de 2015  | Palmeiras     | 2–0       | Figueirense             | Campeonato Brasileiro de 2015        | 22 794          | R$ 1 349 988,75 |                   |
| 33                               | 30 de setembro de 2015  | Palmeiras     | 3–2       | Internacional           | Copa do Brasil de 2015               | 33 991          | R$ 2 375 335,00 |                   |
| 34                               | 14 de outubro de 2015   | Palmeiras     | 0–1       | Ponte Preta             | Campeonato Brasileiro de 2015        | 28 981          | R$ 1 298 123,70 |                   |
| 35                               | 28 de outubro de 2015   | Palmeiras     | 2(4)–(1)1 | Fluminense              | Copa do Brasil de 2015               | 38 562          | R$ 2 760 200,00 |                   |
| 36                               | 8 de novembro de 2015   | Palmeiras     | 0–2       | Vasco                   | Campeonato Brasileiro de 2015        | 28 800          | R$ 1 775 007,50 |                   |
| 37                               | 21 de novembro de 2015  | Palmeiras     | 1–1       | Cruzeiro                | Campeonato Brasileiro de 2015        | 19 395          | R$ 836 744,50   |                   |
| 38                               | 29 de novembro de 2015  | Palmeiras     | 0-2       | Coritiba                | Campeonato Brasileiro de 2015        | 15 037          | R$ 614 729,50   |                   |
| 39                               | 2 de dezembro de 2015   | Palmeiras     | 2(4)-(3)1 | Santos                  | Copa do Brasil de 2015               | 39 660          | R$ 5 336 631,25 |                   |
| 40                               | 13 de fevereiro de 2016 | Palmeiras     | 1-2       | Linense                 | Campeonato Paulista de 2016          | 20 768          | R$ 1 220 429,56 |                   |
| 41                               | 20 de fevereiro de 2016 | Palmeiras     | 0-0       | Santos                  | Campeonato Paulista de 2016          | 23 181          | R$ 1 317 272,44 |                   |
| 42                               | 28 de fevereiro de 2016 | Palmeiras     | 1-2       | Ferroviária             | Campeonato Paulista de 2016          | 18 413          | R$ 985 923,80   |                   |
| 43                               | 3 de março de 2016      | Palmeiras     | 2-0       | Rosario Central         | Copa Libertadores da América de 2016 | 36 100          | R$ 2 450 240,54 |                   |
| 44                               | 6 de março de 2016      | Palmeiras     | 4-1       | Capivariano             | Campeonato Paulista de 2016          | 21 499          | R$ 915 440,54   |                   |
| 45                               | 9 de março de 2016      | Palmeiras     | 1-2       | Nacional                | Copa Libertadores da América de 2016 | 37 073          | R$ 2 490 655,54 |                   |
| 46                               | 14 de abril de 2016     | Palmeiras     | 4-0       | River Plate-URU         | Copa Libertadores da América de 2016 | 30 416          | R$ 1 720 776,14 |                   |
| 47                               | 18 de abril de 2016     | Palmeiras     | 2-0       | São Bernardo            | Campeonato Paulista de 2016          | 30 731          | R$ 1 759 380,50 |                   |
| 48                               | 14 de maio de 2016      | Palmeiras     | 4-0       | Atlético-PR             | Campeonato Brasileiro de 2016        | 33 629          | R$ 2 078 159,34 |                   |
| 49                               | 25 de maio de 2016      | Palmeiras     | 2-0       | Fluminense              | Campeonato Brasileiro de 2016        | 28 534          | R$ 1 567 292,04 |                   |
| 50                               | 12 de junho de 2016     | Palmeiras     | 1-0       | Corinthians             | Campeonato Brasileiro de 2016        | 39 935          | R$ 2 763 659,36 |                   |
| 51                               | 18 de junho de 2016     | Palmeiras     | 3-1       | Santa Cruz              | Campeonato Brasileiro de 2016        | 34 162          | R$ 2 167 071,76 |                   |
| 52                               | 21 de junho de 2016     | Palmeiras     | 2-0       | América-MG              | Campeonato Brasileiro de 2016        | 27 429          | R$ 1 543 520,80 |                   |
| 53                               | 30 de junho de 2016     | Palmeiras     | 4-0       | Figueirense             | Campeonato Brasileiro de 2016        | 32 834          | R$ 1 935 544,72 |                   |
| 54                               | 12 de julho de 2016     | Palmeiras     | 1-1       | Santos                  | Campeonato Brasileiro de 2016        | 40 035          | R$ 2 847 298,80 |                   |
| 55                               | 24 de julho de 2016     | Palmeiras     | 0-1       | Atlético-MG             | Campeonato Brasileiro de 2016        | 39 400          | R$ 2 935 305,48 |                   |
| 56                               | 7 de agosto de 2016     | Palmeiras     | 2-1       | Vitória                 | Campeonato Brasileiro de 2016        | 30 330          | R$ 1 975 055,20 |                   |
| 57                               | 21 de agosto de 2016    | Palmeiras     | 2-2       | Ponte Preta             | Campeonato Brasileiro de 2016        | 29 138          | R$ 1 866 689,88 |                   |
| 58                               | 31 de agosto de 2016    | Palmeiras     | 3-0       | Botafogo-PB             | Copa do Brasil de 2016               | 24 512          | R$ 1 012 371,40 |                   |
| 59                               | 7 de setembro de 2016   | Palmeiras     | 2-1       | São Paulo               | Campeonato Brasileiro de 2016        | 39 944          | R$ 2 742 012,60 |                   |
| 60                               | 14 de setembro de 2016  | Palmeiras     | 1-1       | Flamengo                | Campeonato Brasileiro de 2016        | 32 885          | R$ 2 289 325,68 |                   |
| 61                               | 24 de setembro de 2016  | Palmeiras     | 2-1       | Coritiba                | Campeonato Brasileiro de 2016        | 30 962          | R$ 2 202 282,76 |                   |
| 62                               | 19 de outubro de 2016   | Palmeiras     | 1-1       | Grêmio                  | Copa do Brasil de 2016               | 29 991          | R$ 1 697 841,08 |                   |
| 63                               | 23 de outubro de 2016   | Palmeiras     | 2-1       | Sport                   | Campeonato Brasileiro de 2016        | 31 107          | R$ 2 172 551,24 |                   |
| 64                               | 6 de novembro de 2016   | Palmeiras     | 1-0       | Internacional           | Campeonato Brasileiro de 2016        | 31 967          | R$ 2 112 446,12 |                   |
| 65                               | 20 de novembro de 2016  | Palmeiras     | 1-0       | Botafogo                | Campeonato Brasileiro de 2016        | 39 690          | R$ 3 174 042,74 |                   |
| 66                               | 27 de novembro de 2016  | Palmeiras     | 1-0       | Chapecoense             | Campeonato Brasileiro de 2016        | 40 986          | R$ 4 171 317,26 |                   |
| 67                               | 29 de janeiro de 2017   | Palmeiras     | 1-1       | Ponte Preta             | Amistoso                             | 15 878          | R$ 795 982,50   |                   |
| 68                               | 5 de fevereiro de 2017  | Palmeiras     | 1-0       | Botafogo-SP             | Campeonato Paulista de 2017          | 24 947          | R$ 1 472 194,47 |                   |
| 69                               | 16 de fevereiro de 2017 | Palmeiras     | 2-0       | São Bernardo            | Campeonato Paulista de 2017          | 23 708          | R$ 1 238 229,74 |                   |
| 70                               | 25 de fevereiro de 2017 | Palmeiras     | 4-1       | Ferroviária             | Campeonato Paulista de 2017          | 26 201          | R$ 1 574 103,13 |                   |
| 71                               | 11 de março de 2017     | Palmeiras     | 3-0       | São Paulo               | Campeonato Paulista de 2017          | 36 090          | R$ 2 309 892,74 |                   |
| 72                               | 15 de março de 2017     | Palmeiras     | 1-0       | Jorge Wilstermann       | Copa Libertadores da América de 2017 | 38 419          | R$ 2 565 095,57 |                   |
| 73                               | 22 de março de 2017     | Palmeiras     | 2-0       | Mirassol                | Campeonato Paulista de 2017          | 21 488          | R$ 1 123 341,02 |                   |
| 74                               | 25 de março de 2017     | Palmeiras     | 2-2       | Audax                   | Campeonato Paulista de 2017          | 27 386          | R$ 1 561 992,32 |                   |
| 75                               | 12 de abril de 2017     | Palmeiras     | 3-2       | Peñarol                 | Copa Libertadores da América de 2017 | 38 483          | R$ 2 582 842,67 |                   |
| 76                               | 22 de abril de 2017     | Palmeiras     | 1-0       | Ponte Preta             | Campeonato Paulista de 2017          | 39 086          | R$ 2 912 614,52 |                   |
| 77                               | 14 de maio de 2017      | Palmeiras     | 4-0       | Vasco                   | Campeonato Brasileiro de 2017        | 33 425          | R$ 2 109 685,93 |                   |
| 78                               | 17 de maio de 2017      | Palmeiras     | 1-0       | Internacional           | Copa do Brasil de 2017               | 31 463          | R$ 1 858 449,57 |                   |
| 79                               | 24 de maio de 2017      | Palmeiras     | 3-1       | Atlético Tucumán        | Copa Libertadores da América de 2017 | 37 918          | R$ 2 759 876,31 |                   |
| 80                               | 4 de junho de 2017      | Palmeiras     | 0-0       | Atlético-MG             | Campeonato Brasileiro de 2017        | 34 240          | R$ 2 118 118,74 |                   |
| 81                               | 10 de junho de 2017     | Palmeiras     | 3-1       | Fluminense              | Campeonato Brasileiro de 2017        | 33 066          | R$ 2 126 138,83 |                   |
| 82                               | 21 de junho de 2017     | Palmeiras     | 1-0       | Atlético-GO             | Campeonato Brasileiro de 2017        | 29 014          | R$ 1 590 701,88 |                   |
| 83                               | 28 de junho de 2017     | Palmeiras     | 3-3       | Cruzeiro                | Copa do Brasil de 2017               | 32 067          | R$ 1 996 242,72 |                   |
| 84                               | 12 de julho de 2017     | Palmeiras     | 0-2       | Corinthians             | Campeonato Brasileiro de 2017        | 39 091          | R$ 2 744 600,04 |                   |
| 85                               | 16 de julho de 2017     | Palmeiras     | 4-2       | Vitória                 | Campeonato Brasileiro de 2017        | 36 263          | R$ 2 712 846,15 |                   |
| 86                               | 29 de julho de 2017     | Palmeiras     | 2-0       | Avaí                    | Campeonato Brasileiro de 2017        | 33 633          | R$ 2 139 243,95 |                   |
| 87                               | 6 de agosto de 2017     | Palmeiras     | 0-1       | Atlético-PR             | Campeonato Brasileiro de 2017        | 29 778          | R$ 1 706 659,17 |                   |
| 88                               | 9 de agosto de 2017     | Palmeiras     | 1(4)-(5)0 | Barcelona de Guayaquil  | Copa Libertadores da América de 2017 | 38 310          | R$ 3 343 320,49 |                   |
| 89                               | 20 de agosto de 2017    | Palmeiras     | 0-2       | Chapecoense             | Campeonato Brasileiro de 2017        | 21 261          | R$ 1 071 429,69 |                   |
| 90                               | 27 de agosto de 2017    | Palmeiras     | 4-2       | São Paulo               | Campeonato Brasileiro de 2017        | 33 537          | R$ 2 195 368,53 |                   |
| 91                               | 30 de setembro de 2017  | Palmeiras     | 0-1       | Santos                  | Campeonato Brasileiro de 2017        | 37 527          | R$ 2 760 716,34 |                   |
| 93                               | 30 de outubro de 2017   | Palmeiras     | 2-2       | Cruzeiro                | Campeonato Brasileiro de 2017        | 37 961          | R$ 2 832 058,35 |                   |
| 94                               | 12 de novembro de 2017  | Palmeiras     | 2-0       | Flamengo                | Campeonato Brasileiro de 2017        | 27 831          | R$ 1 830 938,52 |                   |
| 95                               | 16 de novembro de 2017  | Palmeiras     | 5-1       | Sport                   | Campeonato Brasileiro de 2017        | 18 744          | R$ 935 034,56   |                   |
| 96                               | 27 de novembro de 2017  | Palmeiras     | 2-0       | Botafogo                | Campeonato Brasileiro de 2017        | 23 562          | R$ 1 230 114,47 |                   |
| 97                               | 18 de janeiro de 2018   | Palmeiras     | 3-1       | Santo André             | Campeonato Paulista de 2018          | 31 678          | R$ 1 917 947,46 |                   |
| 98                               | 25 de janeiro de 2018   | Palmeiras     | 2-1       | Red Bull Brasil         | Campeonato Paulista de 2018          | 26 559          | R$ 1 520 285,80 |                   |
| 99                               | 4 de fevereiro de 2018  | Palmeiras     | 2-1       | Santos                  | Campeonato Paulista de 2018          | 37 867          | R$ 2 821 680,24 |                   |
| 100                              | 15 de fevereiro de 2018 | Palmeiras     | 2-2       | Linense                 | Campeonato Paulista de 2018          | 25 712          | R$ 1 435 029,10 |                   |
| 101                              | 5 de março de 2018      | Palmeiras     | 0-1       | São Caetano             | Campeonato Paulista de 2018          | 22 597          | R$ 1 176 356,00 |                   |
| 102                              | 8 de março de 2018      | Palmeiras     | 2-0       | São Paulo               | Campeonato Paulista de 2018          | 34 916          | R$ 2 302 301,06 |                   |
| 103                              | 21 de março de 2018     | Palmeiras     | 5-0       | Novorizontino           | Campeonato Paulista de 2018          | 25 446          | R$ 1 471 899,40 |                   |
| 104                              | 3 de abril de 2018      | Palmeiras     | 2-0       | Alianza Lima            | Copa Libertadores da América de 2018 | 30 456          | R$ 2 903 370,96 |                   |
| 105                              | 8 de abril de 2018      | Palmeiras     | 0(3)-(4)1 | Corinthians             | Campeonato Paulista de 2018          | 41 227          | R$ 4 001 277,68 |                   |
| 106                              | 11 de abril de 2018     | Palmeiras     | 1-1       | Boca Juniors            | Copa Libertadores da América de 2018 | 37 192          | R$ 4 426 402,50 |                   |
| 107                              | 29 de abril de 2018     | Palmeiras     | 0-0       | Chapecoense             | Campeonato Brasileiro de 2018        | 30 671          | R$ 1 749 825,94 |                   |
| 108                              | 16 de maio de 2018      | Palmeiras     | 3-1       | Junior Barranquilla     | Copa Libertadores da América de 2018 | 25 787          | R$ 1 621 350,28 |                   |
| 109                              | 19 de maio de 2018      | Palmeiras     | 3-0       | Bahia                   | Campeonato Brasileiro de 2018        | 26 351          | R$ 1 517 906,22 |                   |
| 110                              | 23 de maio de 2018      | Palmeiras     | 1-1       | América-MG              | Copa do Brasil de 2018               | 22 831          | R$ 1 241 521,90 |                   |
| 111                              | 26 de maio de 2018      | Palmeiras     | 2-3       | Sport                   | Campeonato Brasileiro de 2018        | 25 947          | R$ 1 506 726,18 |                   |
| 112                              | 2 de junho de 2018      | Palmeiras     | 3-1       | São Paulo               | Campeonato Brasileiro de 2018        | 32 841          | R$ 2 172 298,88 |                   |
| 113                              | 13 de junho de 2018     | Palmeiras     | 1-1       | Flamengo                | Campeonato Brasileiro de 2018        | 36 862          | R$ 2 598 847,44 |                   |
| 114                              | 22 de julho de 2018     | Palmeiras     | 3-2       | Atlético-MG             | Campeonato Brasileiro de 2018        | 29 246          | R$ 1 907 270,12 |                   |
| 115                              | 29 de julho de 2018     | Palmeiras     | 3-0       | Paraná Clube            | Campeonato Brasileiro de 2018        | 35 776          | R$ 2 565 986,14 |                   |
| 116                              | 12 de agosto de 2018    | Palmeiras     | 1-0       | Vasco                   | Campeonato Brasileiro de 2018        | 30 012          | R$ 1 930 884,80 |                   |
| 117                              | 22 de agosto de 2018    | Palmeiras     | 2-0       | Botafogo                | Campeonato Brasileiro de 2018        | 24 882          | R$ 1 446 357,26 |                   |
| 118                              | 30 de agosto de 2018    | Palmeiras     | 0-1       | Cerro Porteño           | Copa Libertadores da América de 2018 | 33 204          | R$ 2 913 369,38 |                   |
| 119                              | 5 de setembro de 2018   | Palmeiras     | 2-0       | Atlético-PR             | Campeonato Brasileiro de 2018        | 24 601          | R$ 1 263 083,14 |                   |
| 120                              | 9 de setembro de 2018   | Palmeiras     | 1-0       | Corinthians             | Campeonato Brasileiro de 2018        | 38 568          | R$ 2 781 213,42 |                   |
| 121                              | 12 de setembro de 2018  | Palmeiras     | 0-1       | Cruzeiro                | Copa do Brasil de 2018               | 32 960          | R$ 2 732 380,98 |                   |
| 122                              | 3 de outubro de 2018    | Palmeiras     | 2-0       | Colo-Colo               | Copa Libertadores da América de 2018 | 37 950          | R$ 3 724 211,46 |                   |
| 123                              | 31 de outubro de 2018   | Palmeiras     | 2-2       | Boca Juniors            | Copa Libertadores da América de 2018 | 40 299          | R$ 3 829 551,24 |                   |
| 124                              | 3 de novembro de 2018   | Palmeiras     | 3-2       | Santos                  | Campeonato Brasileiro de 2018        | 38 938          | R$ 2 723 126,86 |                   |
| 125                              | 14 de novembro de 2018  | Palmeiras     | 3-0       | Fluminense              | Campeonato Brasileiro de 2018        | 37 430          | R$ 2 480 931,96 |                   |
| 126                              | 21 de novembro de 2018  | Palmeiras     | 4-0       | América-MG              | Campeonato Brasileiro de 2018        | 39 429          | R$ 2 615 582,46 |                   |
| 127                              | 2 de dezembro de 2018   | Palmeiras     | 3-2       | Vitória                 | Campeonato Brasileiro de 2018        | 41 256          | R$ 3 514 618,30 |                   |
| 128                              | 23 de janeiro de 2019   | Palmeiras     | 1-0       | Botafogo-SP             | Campeonato Paulista de 2019          | 23 752          | R$ 1 272 384,60 |                   |
| 129                              | 2 de fevereiro de 2019  | Palmeiras     | 0-1       | Corinthians             | Campeonato Paulista de 2019          | 38 550          | R$ 2 716 603,30 |                   |
| 130                              | 23 de fevereiro de 2019 | Palmeiras     | 0-0       | Santos                  | Campeonato Paulista de 2019          | 33 980          | R$ 2 144 518,00 |                   |
| 131                              | 27 de fevereiro de 2019 | Palmeiras     | 3-2       | Ituano                  | Campeonato Paulista de 2019          | 20 660          | R$ 1 016 331,95 |                   |
| 132                              | 12 de março de 2019     | Palmeiras     | 3-0       | Melgar                  | Copa Libertadores da América de 2019 | 30 023          | R$ 1 928 255,40 |                   |
| 133                              | 20 de março de 2019     | Palmeiras     | 1-0       | Ponte Preta             | Campeonato Paulista de 2019          | 23 019          | R$ 1 245 283,05 |                   |
| 134                              | 7 de abril de 2019      | Palmeiras     | 0(4)-(5)0 | São Paulo               | Campeonato Paulista de 2019          | 39 751          | R$ 2 665 699,30 |                   |
| 135                              | 10 de abril de 2019     | Palmeiras     | 3-0       | Junior Barranquilla     | Copa Libertadores da América de 2019 | 28 791          | R$ 1 698 179,85 |                   |
| 136                              | 28 de abril de 2019     | Palmeiras     | 4-0       | Fortaleza               | Campeonato Brasileiro de 2019        | 26 701          | R$ 1 473 177,20 |                   |
| 137                              | 4 de maio de 2019       | Palmeiras     | 1-0       | Internacional           | Campeonato Brasileiro de 2019        | 31 549          | R$ 1 952 668,00 |                   |
| 138                              | 8 de maio de 2019       | Palmeiras     | 1-0       | San Lorenzo             | Copa Libertadores da América de 2019 | 29 204          | R$ 1 697 516,65 |                   |
| 139                              | 30 de maio de 2019      | Palmeiras     | 2-0       | Sampaio Corrêa          | Copa do Brasil de 2019               | 26 880          | R$ 1 418 218,35 |                   |
| 140                              | 8 de junho de 2019      | Palmeiras     | 1-0       | Athletico-PR            | Campeonato Brasileiro de 2019        | 37 086          | R$ 2 489 587,85 |                   |
| 141                              | 13 de junho de 2019     | Palmeiras     | 2-0       | Avaí                    | Campeonato Brasileiro de 2019        | 31 946          | R$ 1 895 478,65 |                   |
| 142                              | 10 de julho de 2019     | Palmeiras     | 1-0       | Internacional           | Copa do Brasil de 2019               | 36 443          | R$ 2 414 083,15 |                   |
| 143                              | 27 de julho de 2019     | Palmeiras     | 1-1       | Vasco                   | Campeonato Brasileiro de 2019        | 37 654          | R$ 2 553 733,15 |                   |
| 144                              | 30 de julho de 2019     | Palmeiras     | 4-0       | Godoy Cruz              | Copa Libertadores da América de 2019 | 35 666          | R$ 2 515 490,05 |                   |
| 145                              | 11 de agosto de 2019    | Palmeiras     | 2-2       | Bahia                   | Campeonato Brasileiro de 2019        | 34 275          | R$ 2 160 817,20 |                   |
| 146                              | 10 de setembro de 2019  | Palmeiras     | 3-0       | Fluminense              | Campeonato Brasileiro de 2019        | 27 956          | R$ 1 557 517,40 |                   |
| 147                              | 14 de setembro de 2019  | Palmeiras     | 1-0       | Cruzeiro                | Campeonato Brasileiro de 2019        | 35 578          | R$ 2 267 761,50 |                   |
| 148                              | 6 de outubro de 2019    | Palmeiras     | 1-1       | Atlético-MG             | Campeonato Brasileiro de 2019        | 32 659          | R$ 2 052 902,35 |                   |
| 149                              | 16 de outubro de 2019   | Palmeiras     | 1-0       | Chapecoense             | Campeonato Brasileiro de 2019        | 22 738          | R$ 1 228 370,30 |                   |
| 150                              | 30 de outubro de 2019   | Palmeiras     | 3-0       | São Paulo               | Campeonato Brasileiro de 2019        | 29 481          | R$ 1 731 916,80 |                   |
| 151                              | 2 de novembro de 2019   | Palmeiras     | 1-0       | Ceará                   | Campeonato Brasileiro de 2019        | 29 019          | R$ 1 777 812,70 |                   |
| 152                              | 24 de novembro de 2019  | Palmeiras     | 1-2       | Grêmio                  | Campeonato Brasileiro de 2019        | 22 767          | R$ 1 292 109,15 |                   |
| 153                              | 1 de dezembro de 2019   | Palmeiras     | 1-3       | Flamengo                | Campeonato Brasileiro de 2019        | 22 219          | R$ 1 291 119,45 |                   |
| 154                              | 16 de fevereiro de 2020 | Palmeiras     | 3-1       | Mirassol                | Campeonato Paulista de 2020          | 26 538          | R$ 1 543 471,14 |                   |
| 155                              | 20 de fevereiro de 2020 | Palmeiras     | 1-0       | Guarani                 | Campeonato Paulista de 2020          | 19 086          | R$ 1 011 248,14 |                   |
| 156                              | 7 de março de 2020      | Palmeiras     | 1-1       | Ferroviária             | Campeonato Paulista de 2020          | 27 467          | R$ 1 671 277,40 |                   |
| 157                              | 10 de março de 2020     | Palmeiras     | 3-1       | Guaraní                 | Copa Libertadores da América de 2020 | 28 267          | R$ 1 900 019,84 |                   |
| 158                              | 26 de julho de 2020     | Palmeiras     | 2-1       | Água Santa              | Campeonato Paulista de 2020          | Sem Público*    | -               |                   |
| 159                              | 29 de julho de 2020     | Palmeiras     | 2-0       | Santo André             | Campeonato Paulista de 2020          | Sem Público*    | -               |                   |
| 160                              | 2 de agosto de 2020     | Palmeiras     | 1-0       | Ponte Preta             | Campeonato Paulista de 2020          | Sem Público*    | -               |                   |
| 161                              | 8 de agosto de 2020     | Palmeiras     | 1(4)-(3)1 | Corinthians             | Campeonato Paulista de 2020          | Sem Público*    | -               |                   |
| 162                              | 15 de agosto de 2020    | Palmeiras     | 1-1       | Goiás                   | Campeonato Brasileiro de 2020        | Sem Público*    | -               |                   |
| 163                              | 2 de setembro de 2020   | Palmeiras     | 1-1       | Internacional           | Campeonato Brasileiro de 2020        | Sem Público*    | -               |                   |
| 164                              | 13 de setembro de 2020  | Palmeiras     | 2-2       | Sport                   | Campeonato Brasileiro de 2020        | Sem Público*    | -               |                   |
| 165                              | 27 de setembro de 2020  | Palmeiras     | 1-1       | Flamengo                | Campeonato Brasileiro de 2020        | Sem Público*    | -               |                   |
| 166                              | 30 de setembro de 2020  | Palmeiras     | 5-0       | Bolívar                 | Copa Libertadores da América de 2020 | Sem Público*    | -               |                   |
| 167                              | 3 de outubro de 2020    | Palmeiras     | 2-1       | Ceará                   | Campeonato Brasileiro de 2020        | Sem Público*    | -               |                   |
| 168                              | 10 de outubro de 2020   | Palmeiras     | 0-2       | São Paulo               | Campeonato Brasileiro de 2020        | Sem Público*    | -               |                   |
| 169                              | 14 de outubro de 2020   | Palmeiras     | 1-3       | Coritiba                | Campeonato Brasileiro de 2020        | Sem Público*    | -               |                   |
| 170                              | 21 de outubro de 2020   | Palmeiras     | 5-0       | Tigre                   | Copa Libertadores da América de 2020 | Sem Público*    | -               |                   |
| 171                              | 2 de novembro de 2020   | Palmeiras     | 3-0       | Atlético-MG             | Campeonato Brasileiro de 2020        | Sem Público*    | -               |                   |
| 172                              | 5 de novembro de 2020   | Palmeiras     | 1-0       | Bragantino              | Copa do Brasil de 2020               | Sem Público*    | -               |                   |
| 173                              | 11 de novembro de 2020  | Palmeiras     | 3-0       | Ceará                   | Copa do Brasil de 2020               | Sem Público*    | -               |                   |
| 174                              | 14 de novembro de 2020  | Palmeiras     | 2-0       | Fluminense              | Campeonato Brasileiro de 2020        | Sem Público*    | -               |                   |
| 175                              | 28 de novembro de 2020  | Palmeiras     | 3-0       | Athletico-PR            | Campeonato Brasileiro de 2020        | Sem Público*    | -               |                   |
| 176                              | 2 de dezembro de 2020   | Palmeiras     | 5-0       | Delfín                  | Copa Libertadores da América de 2020 | Sem Público*    | -               |                   |
| 177                              | 12 de dezembro de 2020  | Palmeiras     | 3-0       | Bahia                   | Campeonato Brasileiro de 2020        | Sem Público*    | -               |                   |
| 178                              | 15 de dezembro de 2020  | Palmeiras     | 3-0       | Libertad                | Copa Libertadores da América de 2020 | Sem Público*    | -               |                   |
| 179                              | 23 de dezembro de 2020  | Palmeiras     | 1-1       | América-MG              | Copa do Brasil de 2020               | Sem Público*    | -               |                   |
| 180                              | 27 de dezembro de 2020  | Palmeiras     | 1-0       | Bragantino              | Campeonato Brasileiro de 2020        | Sem Público*    | -               |                   |
| 181                              | 12 de janeiro de 2021   | Palmeiras     | 0-2       | River Plate             | Copa Libertadores da América de 2020 | Sem Público*    | -               |                   |
| 182                              | 15 de janeiro de 2021   | Palmeiras     | 1-1       | Grêmio                  | Campeonato Brasileiro de 2020        | Sem Público*    | -               |                   |
| 183                              | 18 de janeiro de 2021   | Palmeiras     | 4-0       | Corinthians             | Campeonato Brasileiro de 2020        | Sem Público*    | -               |                   |
| 184                              | 26 de janeiro de 2021   | Palmeiras     | 1-1       | Vasco                   | Campeonato Brasileiro de 2020        | Sem Público*    | -               |                   |
| 185                              | 2 de fevereiro de 2021  | Palmeiras     | 1-1       | Botafogo                | Campeonato Brasileiro de 2020        | Sem Público*    | -               |                   |
| 186                              | 14 de fevereiro de 2021 | Palmeiras     | 3-0       | Fortaleza               | Campeonato Brasileiro de 2020        | Sem Público*    | -               |                   |
| 187                              | 22 de fevereiro de 2021 | Palmeiras     | 1-1       | Atlético-GO             | Campeonato Brasileiro de 2020        | Sem Público*    | -               |                   |
| 188                              | 7 de março de 2021      | Palmeiras     | 2-0       | Grêmio                  | Copa do Brasil de 2020               | Sem Público*    | -               |                   |
| 189                              | 11 de março de 2021     | Palmeiras     | 3-0       | São Caetano             | Campeonato Paulista de 2021          | Sem Público*    | -               |                   |
| 190                              | 14 de março de 2021     | Palmeiras     | 2-0       | Ferroviária             | Campeonato Paulista de 2021          | Sem Público*    | -               |                   |
| 191                              | 16 de abril de 2021     | Palmeiras     | 0-1       | São Paulo               | Campeonato Paulista de 2021          | Sem Público*    | -               |                   |
| 192                              | 25 de abril de 2021     | Palmeiras     | 1-2       | Mirassol                | Campeonato Paulista de 2021          | Sem Público*    | -               |                   |
| 193                              | 27 de abril de 2021     | Palmeiras     | 5-0       | Independiente del Valle | Copa Libertadores da América de 2021 | Sem Público*    | -               |                   |
| 194                              | 29 de abril de 2021     | Palmeiras     | 0-1       | Inter de Limeira        | Campeonato Paulista de 2021          | Sem Público*    | -               |                   |
| 195                              | 6 de maio de 2021       | Palmeiras     | 3-2       | Santos                  | Campeonato Paulista de 2021          | Sem Público*    | -               |                   |
| 196                              | 18 de maio de 2021      | Palmeiras     | 3-4       | Defensia y Justicia     | Copa Libertadores da América de 2021 | Sem Público*    | -               |                   |
| 197                              | 20 de maio de 2021      | Palmeiras     | 0-0       | São Paulo               | Campeonato Paulista de 2021          | Sem Público*    | -               |                   |
| 198                              | 27 de maio de 2021      | Palmeiras     | 6-0       | Universitario           | Copa Libertadores da América de 2021 | Sem Público*    | -               |                   |
| 199                              | 6 de junho de 2021      | Palmeiras     | 3-1       | Chapecoense             | Campeonato Brasileiro de 2021        | Sem Público*    | -               |                   |
| 200                              | 9 de junho de 2021      | Palmeiras     | 0(3)-(4)1 | CRB                     | Copa do Brasil de 2021               | Sem Público*    | -               |                   |
| 201                              | 12 de junho de 2021     | Palmeiras     | 1-1       | Corinthians             | Campeonato Brasileiro de 2021        | Sem Público*    | -               |                   |
| 202                              | 20 de junho de 2021     | Palmeiras     | 2-1       | América-MG              | Campeonato Brasileiro de 2021        | Sem Público*    | -               |                   |
| 203                              | 27 de junho de 2021     | Palmeiras     | 3-2       | Bahia                   | Campeonato Brasileiro de 2021        | Sem Público*    | -               |                   |
| 204                              | 7 de julho de 2021      | Palmeiras     | 2-0       | Grêmio                  | Campeonato Brasileiro de 2021        | Sem Público*    | -               |                   |
| 205                              | 10 de julho de 2021     | Palmeiras     | 3-2       | Santos                  | Campeonato Brasileiro de 2021        | Sem Público*    | -               |                   |
| 206                              | 21 de julho de 2021     | Palmeiras     | 1-0       | Universidad Católica    | Copa Libertadores da América de 2021 | Sem Público*    | -               |                   |
| 207                              | 24 de julho de 2021     | Palmeiras     | 1-0       | Fluminense              | Campeonato Brasileiro de 2021        | Sem Público*    | -               |                   |
| 208                              | 7 de agosto de 2021     | Palmeiras     | 2-3       | Fortaleza               | Campeonato Brasileiro de 2021        | Sem Público*    | -               |                   |
| 209                              | 17 de agosto de 2021    | Palmeiras     | 3-0       | São Paulo               | Copa Libertadores da América de 2021 | Sem Público*    | -               |                   |
| 210                              | 22 de agosto de 2021    | Palmeiras     | 0-2       | Cuiabá                  | Campeonato Brasileiro de 2021        | Sem Público*    | -               |                   |
| 211                              | 28 de agosto de 2021    | Palmeiras     | 2-1       | Athletico-PR            | Campeonato Brasileiro de 2021        | Sem Público*    | -               |                   |
| 212                              | 12 de setembro de 2021  | Palmeiras     | 1-3       | Flamengo                | Campeonato Brasileiro de 2021        | Sem Público*    | -               |                   |
| 213                              | 21 de setembro de 2021  | Palmeiras     | 0-0       | Atlético-MG             | Copa Libertadores da América de 2021 | Sem Público*    | -               |                   |
| 214                              | 3 de outubro de 2021    | Palmeiras     | 1-1       | Juventude               | Campeonato Brasileiro de 2021        | Sem Público*    | -               |                   |
| 215                              | 9 de outubro de 2021    | Palmeiras     | 2-4       | Bragantino              | Campeonato Brasileiro de 2021        | 8 864           | R$ 538 312,34   |                   |
| 216                              | 17 de outubro de 2021   | Palmeiras     | 1-0       | Internacional           | Campeonato Brasileiro de 2021        | 11 111          | R$ 635 538,98   |                   |
| 217                              | 25 de outubro de 2021   | Palmeiras     | 2-1       | Sport                   | Campeonato Brasileiro de 2021        | 13 367          | R$ 788 538,85   |                   |
| 218                              | 10 de novembro de 2021  | Palmeiras     | 4-0       | Atlético-GO             | Campeonato Brasileiro de 2021        | 19 165          | R$ 1 130 116,35 |                   |
| 219                              | 17 de novembro de 2021  | Palmeiras     | 0-2       | São Paulo               | Campeonato Brasileiro de 2021        | 35 570          | R$ 2 460 171,02 |                   |
| 220                              | 23 de novembro de 2021  | Palmeiras     | 2-2       | Atlético-MG             | Campeonato Brasileiro de 2021        | 17 774          | R$ 1 018 080,79 |                   |
| 221                              | 26 de janeiro de 2022   | Palmeiras     | 3-0       | Ponte Preta             | Campeonato Paulista de 2022          | 17 662          | R$ 773 408,18   |                   |
| 222                              | 1º de fevereiro de 2022 | Palmeiras     | 1-0       | Água Santa              | Campeonato Paulista de 2022          | 22 589          | R$ 941 982,69   |                   |
| 223                              | 19 de fevereiro de 2022 | Palmeiras     | 1-0       | Santo André             | Campeonato Paulista de 2022          | 20 723          | R$ 985 194,21   |                   |
| 224                              | 2 de março de 2022      | Palmeiras     | 2-0       | Athletico-PR            | Recopa Sul-Americana de 2022         | 30 065          | R$ 2 562 317,30 |                   |
| 225                              | 6 de março de 2022      | Palmeiras     | 2-0       | Guarani                 | Campeonato Paulista de 2022          | 23 916          | R$ 1 141 282,96 |                   |
| 226                              | 13 de março de 2022     | Palmeiras     | 1-0       | Santos                  | Campeonato Paulista de 2022          | 38 381          | R$ 2 077 998,56 |                   |
| 227                              | 17 de março de 2022     | Palmeiras     | 2-1       | Corinthians             | Campeonato Paulista de 2022          | 39 511          | R$ 2 050 459,46 |                   |
| 228                              | 23 de março de 2022     | Palmeiras     | 2-0       | Ituano                  | Campeonato Paulista de 2022          | 27 260          | R$ 1 337 370,13 |                   |
| 229                              | 26 de março de 2022     | Palmeiras     | 2-1       | Bragantino              | Campeonato Paulista de 2022          | 37 618          | R$ 2 209 638,14 |                   |
| 230                              | 3 de abril de 2022      | Palmeiras     | 4-0       | São Paulo               | Campeonato Paulista de 2022          | 31 836          | R$ 2 772 491,62 |                   |
| 231                              | 9 de abril de 2022      | Palmeiras     | 2-3       | Ceará                   | Campeonato Brasileiro de 2022        | 27 100          | R$ 1 585 113,50 |                   |
| 232                              | 12 de abril de 2022     | Palmeiras     | 8-1       | Independiente Petrolero | Copa Libertadores da América de 2022 | 26 409          | R$ 1 669 269,93 |                   |
| 233                              | 8 de maio de 2022       | Palmeiras     | 1-1       | Fluminense              | Campeonato Brasileiro de 2022        | 28 776          | R$ 1 748 880,27 |                   |
| 234                              | 14 de maio de 2022      | Palmeiras     | 2-0       | Bragantino              | Campeonato Brasileiro de 2022        | 36 123          | R$ 2 267 245,54 |                   |
| 235                              | 18 de maio de 2022      | Palmeiras     | 1-0       | Emelec                  | Copa Libertadores da América de 2022 | 32 553          | R$ 2 090 453,10 |                   |
| 236                              | 24 de maio de 2022      | Palmeiras     | 4-1       | Deportivo Táchira       | Copa Libertadores da América de 2022 | 29 032          | R$ 1 722 282,57 |                   |
| 237                              | 5 de junho de 2022      | Palmeiras     | 0-0       | Atlético-MG             | Campeonato Brasileiro de 2022        | 40 235          | R$ 2 701 274,45 |                   |
| 238                              | 9 de junho de 2022      | Palmeiras     | 4-0       | Botafogo                | Campeonato Brasileiro de 2022        | 33 431          | R$ 2 094 253,17 |                   |
| 239                              | 16 de junho de 2022     | Palmeiras     | 4-2       | Atlético-GO             | Campeonato Brasileiro de 2022        | 38 888          | R$ 2 130 126,80 |                   |
| 240                              | 2 de julho de 2022      | Palmeiras     | 0-2       | Athletico-PR            | Campeonato Brasileiro de 2022        | 39 192          | R$ 2 320 330,60 |                   |
| 241                              | 6 de julho de 2022      | Palmeiras     | 5-0       | Cerro Porteño           | Copa Libertadores da América de 2022 | 37 431          | R$ 2 986 884,55 |                   |
| 242                              | 14 de julho de 2022     | Palmeiras     | 2(3)-(4)1 | São Paulo               | Copa do Brasil de 2022               | 41 361          | R$ 3 557 294,35 |                   |
| 243                              | 18 de julho de 2022     | Palmeiras     | 1-0       | Cuiabá                  | Campeonato Brasileiro de 2022        | 39 033          | R$ 2 103 919,81 |                   |
| 244                              | 24 de julho de 2022     | Palmeiras     | 2-1       | Internacional           | Campeonato Brasileiro de 2022        | 38 658          | R$ 2 282 828,60 |                   |
| 245                              | 7 de agosto de 2022     | Palmeiras     | 3-0       | Goiás                   | Campeonato Brasileiro de 2022        | 38 801          | R$ 2 105 530,28 |                   |
| 246                              | 10 de agosto de 2022    | Palmeiras     | 0(6)-(5)0 | Atlético-MG             | Copa Libertadores da América de 2022 | 40 433          | R$ 4 394 735,85 |                   |
| 247                              | 21 de agosto de 2022    | Palmeiras     | 1-1       | Flamengo                | Campeonato Brasileiro de 2022        | 40 485          | R$ 4 240 006,98 |                   |
| 248                              | 6 de setembro de 2022   | Palmeiras     | 2-2       | Athletico-PR            | Copa Libertadores da América de 2022 | 40 590          | R$ 4 492 302,63 |                   |
| 249                              | 10 de setembro de 2022  | Palmeiras     | 2-1       | Juventude               | Campeonato Brasileiro de 2022        | 39 337          | R$ 2 251 971,42 |                   |
| 250                              | 18 de setembro de 2022  | Palmeiras     | 1-0       | Santos                  | Campeonato Brasileiro de 2022        | 40 337          | R$ 2 450 421,12 |                   |
| 251                              | 6 de outubro de 2022    | Palmeiras     | 4-0       | Coritiba                | Campeonato Brasileiro de 2022        | 39 877          | R$ 2 404 137,18 |                   |
| 252                              | 16 de outubro de 2022   | Palmeiras     | 0-0       | São Paulo               | Campeonato Brasileiro de 2022        | 40 795          | R$ 3 029 618,51 |                   |
| 253                              | 22 de outubro de 2022   | Palmeiras     | 3-0       | Avaí                    | Campeonato Brasileiro de 2022        | 40 044          | R$ 3 096 147,33 |                   |
| 254                              | 2 de novembro de 2022   | Palmeiras     | 4-0       | Fortaleza               | Campeonato Brasileiro de 2022        | 29 104          | R$ 3 675 069,73 |                   |
| 255                              | 9 de novembro de 2022   | Palmeiras     | 2-1       | América-MG              | Campeonato Brasileiro de 2022        | 28 721          | R$ 2 025 716,76 |                   |
| 256                              | 14 de janeiro de 2023   | Palmeiras     | 0-0       | São Bento               | Campeonato Paulista de 2023          | 39 164          | R$ 1 963 553,75 |                   |
| 257                              | 22 de janeiro de 2023   | Palmeiras     | 0-0       | São Paulo               | Campeonato Paulista de 2023          | 40 196          | R$ 2 301 182,60 |                   |
| 258                              | 9 de fevereiro de 2023  | Palmeiras     | 2-0       | Inter de Limeira        | Campeonato Paulista de 2023          | 31 855          | R$ 1 448 695,22 |                   |
| 259                              | 22 de fevereiro de 2023 | Palmeiras     | 2-0       | Bragantino              | Campeonato Paulista de 2023          | 33 352          | R$ 1 549 693,46 |                   |
| 260                              | 26 de fevereiro de 2023 | Palmeiras     | 2-1       | Ferroviária             | Campeonato Paulista de 2023          | 28 699          | R$ 1 359 674,24 |                   |
| 261                              | 11 de março de 2023     | Palmeiras     | 1-0       | São Bernardo            | Campeonato Paulista de 2023          | 39 258          | R$ 2 628 026,38 |                   |
| 263                              | 19 de março de 2023     | Palmeiras     | 1-0       | Ituano                  | Campeonato Paulista de 2023          | 40 664          | R$ 3 148 583,33 |                   |
| 264                              | 9 de abril de 2023      | Palmeiras     | 4-0       | Água Santa              | Campeonato Paulista de 2023          | 41 444          | R$ 3 583 469,93 |                   |
| 265                              | 12 de abril de 2023     | Palmeiras     | 4-2       | Tombense                | Copa do Brasil de 2023               | 33 603          | R$ 1 462 935,24 |                   |
| 266                              | 15 de abril de 2023     | Palmeiras     | 2-1       | Cuiabá                  | Campeonato Brasileiro de 2023        | 35 835          | R$ 2 289 979,83 |                   |
| 267                              | 29 de abril de 2023     | Palmeiras     | 2-1       | Corinthians             | Campeonato Brasileiro de 2023        | 41 457          | R$ 3 587 027,46 |                   |
| 268                              | 10 de maio de 2023      | Palmeiras     | 4-1       | Grêmio                  | Campeonato Brasileiro de 2023        | 37 752          | R$ 2 893 720,73 |                   |
| 269                              | 13 de maio de 2023      | Palmeiras     | 1-1       | Bragantino              | Campeonato Brasileiro de 2023        | 39 488          | R$ 3 109 221,95 |                   |
| 270                              | 17 de maio de 2023      | Palmeiras     | 3-0       | Fortaleza               | Copa do Brasil de 2023               | 32 254          | R$ 2 791 492,43 |                   |
| 271                              | 4 de junho de 2023      | Palmeiras     | 3-1       | Coritiba                | Campeonato Brasileiro de 2023        | 32 570          | R$ 2 578 904,79 |                   |
| 272                              | 7 de junho de 2023      | Palmeiras     | 4-2       | Barcelona de Guayaquil  | Copa Libertadores da América de 2023 | 33 602          | R$ 3 362 583,50 |                   |
| 273                              | 25 de junho de 2023     | Palmeiras     | 0-1       | Botafogo                | Campeonato Brasileiro de 2023        | 38 877          | R$ 4 160 197,59 |                   |
| 274                              | 29 de junho de 2023     | Palmeiras     | 4-0       | Bolívar                 | Copa Libertadores da América de 2023 | 33 250          | R$ 3 309 499,83 |                   |
| 275                              | 8 de julho de 2023      | Palmeiras     | 1-1       | Flamengo                | Campeonato Brasileiro de 2023        | 40 229          | R$ 3 148 494,25 |                   |
| 276                              | 13 de julho de 2023     | Palmeiras     | 1-2       | São Paulo               | Copa do Brasil de 2023               | 41 451          | R$ 4 012 195,93 |                   |
| 277                              | 22 de julho de 2023     | Palmeiras     | 3-1       | Fortaleza               | Campeonato Brasileiro de 2023        | 39 699          | R$ 2 709 060,62 |                   |
| 278                              | 9 de agosto de 2023     | Palmeiras     | 0-0       | Atlético-MG             | Copa Libertadores da América de 2023 | 40 527          | R$ 3 956 406,51 |                   |
| 279                              | 14 de agosto de 2023    | Palmeiras     | 1-0       | Cruzeiro                | Campeonato Brasileiro de 2023        | 38 555          | R$ 2 485 779,06 |                   |
| 280                              | 27 de agosto de 2023    | Palmeiras     | 1-0       | Vasco                   | Campeonato Brasileiro de 2023        | 40 292          | R$ 2 558 309,65 |                   |
| 281                              | 30 de agosto de 2023    | Palmeiras     | 0-0       | Deportivo Pereira       | Copa Libertadores da América de 2023 | 37 785          | R$ 3 641 343,19 |                   |
| 282                              | 15 de setembro de 2023  | Palmeiras     | 1-0       | Goiás                   | Campeonato Brasileiro de 2023        | 38 146          | R$ 2 450 600,58 |                   |
| 283                              | 5 de outubro de 2023    | Palmeiras     | 1(2)-(4)1 | Boca Juniors            | Copa Libertadores da América de 2023 | 40 398          | R$ 4 974 909,22 |                   |
| 284                              | 19 de outubro de 2023   | Palmeiras     | 0-2       | Atlético-MG             | Campeonato Brasileiro de 2023        | 27 718          | R$ 1 665 375,02 |                   |
| 285                              | 25 de outubro de 2023   | Palmeiras     | 5-0       | São Paulo               | Campeonato Brasileiro de 2023        | 32 618          | R$ 1 995 950,97 |                   |
| 286                              | 28 de outubro de 2023   | Palmeiras     | 1-0       | Bahia                   | Campeonato Brasileiro de 2023        | 33 747          | R$ 2 226 993,59 |                   |
| 287                              | 29 de novembro de 2023  | Palmeiras     | 4-0       | América-MG              | Campeonato Brasileiro de 2023        | 29 717          | R$ 2 694 055,09 |                   |
| 288                              | 3 de dezembro de 2023   | Palmeiras     | 1-0       | Fluminense              | Campeonato Brasileiro de 2023        | 29 986          | R$ 2 711 928,35 |                   |
| 289                              | 24 de janeiro de 2024   | Palmeiras     | 3-2       | Inter de Limeira        | Campeonato Paulista de 2024          | 27 228          | R$ 1 480 697,61 |                   |
| 290                              | 28 de janeiro de 2024   | Palmeiras     | 2-1       | Santos                  | Campeonato Paulista de 2024          | 40 379          | R$ 2 369 179,78 |                   |
| 291                              | 28 de março de 2024     | Palmeiras     | 1-0       | Novorizontino           | Campeonato Paulista de 2024          | 40 448          | R$ 3 497 749,50 |                   |
| 292                              | 7 de abril de 2024      | Palmeiras     | 2-0       | Santos                  | Campeonato Paulista de 2024          | 41 446          | R$ 5 244 701,37 |                   |
| 293                              | 11 de abril de 2024     | Palmeiras     | 3-1       | Liverpool               | Copa Libertadores da América de 2024 | 28 365          | R$ 2 820 210,00 |                   |
| 294                              | 21 de abril de 2024     | Palmeiras     | 0-0       | Flamengo                | Campeonato Brasileiro de 2024        | 29 965          | R$ 2 829 978,43 |                   |
| 295                              | 2 de maio de 2024       | Palmeiras     | 2-1       | Botafogo-SP             | Copa do Brasil de 2024               | 33 010          | R$ 1 958 227,64 |                   |
| 296                              | 15 de maio de 2024      | Palmeiras     | 2-1       | Independiente Del Valle | Copa Libertadores da América de 2024 | 31 672          | R$ 3 311 543,57 |                   |
| 297                              | 30 de maio de 2024      | Palmeiras     | 0-0       | San Lorenzo             | Copa Libertadores da América de 2024 | 40 114          | R$ 4 512 164,57 |                   |
| 298                              | 13 de junho de 2024     | Palmeiras     | 2-0       | Vasco                   | Campeonato Brasileiro de 2024        | 37 641          | R$ 3 025 071,01 |                   |
| 299                              | 20 de junho de 2024     | Palmeiras     | 2-1       | Bragantino              | Campeonato Brasileiro de 2024        | 29 119          | R$ 2 155 800,48 |                   |
| 300                              | 23 de junho de 2024     | Palmeiras     | 3-1       | Juventude               | Campeonato Brasileiro de 2024        | 38 258          | R$ 3 048 421,21 |                   |
| 301                              | 1 de julho de 2024      | Palmeiras     | 2-0       | Corinthians             | Campeonato Brasileiro de 2024        | 41 175          | R$ 4 065 419,05 |                   |
| 302                              | 7 de julho de 2024      | Palmeiras     | 2-0       | Bahia                   | Campeonato Brasileiro de 2024        | 40 198          | R$ 3 247 958,17 |                   |
| 303                              | 11 de julho de 2024     | Palmeiras     | 3-1       | Atlético-GO             | Campeonato Brasileiro de 2024        | 26 897          | R$ 2 751 729,57 |                   |
| 304                              | 20 de julho de 2024     | Palmeiras     | 2-0       | Cruzeiro                | Campeonato Brasileiro de 2024        | 40 465          | R$ 3 313 743,91 |                   |
| 305                              | 27 de julho de 2024     | Palmeiras     | 0-2       | Vitória                 | Campeonato Brasileiro de 2024        | 39 609          | R$ 3 199 707,92 |                   |
| 306                              | 7 de agosto de 2024     | Palmeiras     | 1-0       | Flamengo                | Copa do Brasil de 2024               | 38 463          | R$ 3 969 278,13 |                   |
| 307                              | 18 de agosto de 2024    | Palmeiras     | 2-1       | São Paulo               | Campeonato Brasileiro de 2024        | 35 791          | R$ 3 635 550,69 |                   |
| 308                              | 21 de agosto de 2024    | Palmeiras     | 2-2       | Botafogo                | Copa Libertadores da América de 2024 | 40 269          | R$ 4 706 504,52 |                   |
| 309                              | 15 de setembro de 2024  | Palmeiras     | 5-0       | Criciúma                | Campeonato Brasileiro de 2024        | 40 035          | R$ 3 160 827,80 |                   |
| 310                              | 26 de outubro de 2024   | Palmeiras     | 2-2       | Fortaleza               | Campeonato Brasileiro de 2024        | 40 321          | R$ 3 068 823,21 |                   |
| 311                              | 8 de novembro de 2024   | Palmeiras     | 1-0       | Grêmio                  | Campeonato Brasileiro de 2024        | 33 670          | R$ 2 654 209,69 |                   |
| 312                              | 26 de novembro de 2024  | Palmeiras     | 1-3       | Botafogo                | Campeonato Brasileiro de 2024        | 31 753          | R$ 3 284 958,13 |                   |
| 313                              | 8 de dezembro de 2024   | Palmeiras     | 0-1       | Fluminense              | Campeonato Brasileiro de 2024        | 34 571          | R$ 3 522 940,16 |                   |
| 314                              | 15 de janeiro de 2025   | Palmeiras     | 2-0       | Portuguesa              | Campeonato Paulista de 2025          | 28 302          | R$ 2 308 257,80 |                   |
| 315                              | 28 de janeiro de 2025   | Palmeiras     | 0-0       | Bragantino              | Campeonato Paulista de 2025          | 25 762          | R$ 1 974 720,20 |                   |
| 316                              | 6 de fevereiro de 2025  | Palmeiras     | 1-1       | Corinthians             | Campeonato Paulista de 2025          | 32 029          | R$ 2 711 706,00 |                   |
| 317                              | 16 de fevereiro de 2025 | Palmeiras     | 0-0       | São Paulo               | Campeonato Paulista de 2025          | 37 985          | R$ 3 730 200,50 |                   |
| 318                              | 20 de fevereiro de 2025 | Palmeiras     | 3-1       | Botafogo-SP             | Campeonato Paulista de 2025          | 23 079          | R$ 1 752 885,80 |                   |
| 319                              | 10 de março de 2025     | Palmeiras     | 1-0       | São Paulo               | Campeonato Paulista de 2025          | 38 865          | R$ 5 263 294,60 |                   |
| 320                              | 16 de março de 2025     | Palmeiras     | 0-1       | Corinthians             | Campeonato Paulista de 2025          | 40 992          | R$ 5 717 077,40 |                   |
| 321                              | 30 de março de 2025     | Palmeiras     | 0-0       | Botafogo                | Campeonato Brasileiro de 2025        | 30 347          | R$ 2 802 427,00 |                   |
| 322                              | 9 de abril de 2025      | Palmeiras     | 1-0       | Cerro Porteño           | Copa Libertadores da América de 2025 | 24 530          | R$ 2 687 501,80 |                   |
| 323                              | 27 de abril de 2025     | Palmeiras     | 0-1       | Bahia                   | Campeonato Brasileiro de 2025        | 29 033          | R$ 2 611 886,90 |                   |
| 325                              | 15 de maio de 2025      | Palmeiras     | 2-0       | Bolívar                 | Copa Libertadores da América de 2025 | 28 381          | R$ 2 358 169,80 |                   |
| 326                              | 22 de maio de 2025      | Palmeiras     | 3-0       | Ceará                   | Copa do Brasil de 2025               | 38 598          | R$ 2 633 274,10 |                   |
| 327                              | 25 de maio de 2025      | Palmeiras     | 0-2       | Flamengo                | Campeonato Brasileiro de 2025        | 41 075          | R$ 3 076 732,10 |                   |
| 328                              | 28 de maio de 2025      | Palmeiras     | 6-0       | Sporting Cristal        | Copa Libertadores da América de 2025 | 40 570          | R$ 2 185 569,35 |                   |
| 329                              | 16 de julho de 2025     | Palmeiras     | 1-1       | Mirassol                | Campeonato Brasileiro de 2025        | 38 896          | R$ 2 115 948,15 |                   |
| 330                              | 20 de julho de 2025     | Palmeiras     | 3-2       | Atlético-MG             | Campeonato Brasileiro de 2025        | 34 970          | R$ 2 995 507,00 |                   |
| 331                              | 26 de julho de 2025     | Palmeiras     | 1-0       | Grêmio                  | Campeonato Brasileiro de 2025        | 37 132          | R$ 2 985 573,20 |                   |
| 332                              | 6 de agosto de 2025     | Palmeiras     | 0-2       | Corinthians             | Copa do Brasil de 2025               | 41 468          | R$ 4 571 692,60 |                   |
| 333                              | 10 de agosto de 2025    | Palmeiras     | 2-1       | Ceará                   | Campeonato Brasileiro de 2025        | 27 358          | R$ 2 109 669,20 |                   |

| Jogos de outras equipes como mandante |                       |               |           |                |                               |                 |                 |            |
| Jogo                                  | Data                  | Time mandante | Placar    | Time visitante | Competição                    | Público pagante | Renda bruta     | Referência |
| 5                                     | 31 de janeiro de 2015 | Audax         | 1–3       | Palmeiras      | Campeonato Paulista de 2015   | 24 894          | R$ 1 655 220,00 |            |
| 262                                   | 13 de março de 2023   | São Paulo     | 0(5)-(6)0 | Água Santa     | Campeonato Paulista de 2023   | 39 454          | R$ 3 277 089,00 |            |
| 324                                   | 12 de maio de 2025    | Santos        | 0-0       | Ceará          | Campeonato Brasileiro de 2025 | 35 240          | R$ 2 806 052,90 |            |

| Jogos da Seleção Brasileira |                       |               |        |                |                               |                 |                  |            |
| Jogo                        | Data                  | Time mandante | Placar | Time visitante | Competição                    | Público pagante | Renda bruta      | Referência |
| 21                          | 7 de junho de 2015    | Brasil        | 2–0    | México         | Amistoso Internacional        | 34 659          | R$ 6 737 030,00  |            |
| 92                          | 10 de outubro de 2017 | Brasil        | 3–0    | Chile          | Eliminatórias da Copa de 2018 | 41 008          | R$ 15 118 391,02 |            |

(*) Jogos disputados sem público em virtude das regras de segurança para evitar a propagação da pandemia de coronavírus.

## Maiores públicos
Com base na tabela geral de jogos acima, os 10 maiores públicos do Allianz Parque são os seguintes:
| Nº | Público | Data                  | Mandante  | Placar    | Visitante   | Competição                    |
| -- | ------- | --------------------- | --------- | --------- | ----------- | ----------------------------- |
| 1  | 41 468  | 6 de agosto de 2025   | Palmeiras | 0–2       | Corinthians | Copa do Brasil de 2025        |
| 2  | 41 457  | 29 de abril de 2023   | Palmeiras | 2–1       | Corinthians | Campeonato Brasileiro de 2023 |
| 3  | 41 451  | 13 de julho de 2023   | Palmeiras | 1–2       | São Paulo   | Copa do Brasil de 2023        |
| 4  | 41 446  | 7 de abril de 2024    | Palmeiras | 2–0       | Santos      | Campeonato Paulista de 2024   |
| 5  | 41 444  | 9 de abril de 2023    | Palmeiras | 4–0       | Água Santa  | Campeonato Paulista de 2023   |
| 6  | 41 361  | 14 de julho de 2022   | Palmeiras | 2(3)–(4)1 | São Paulo   | Copa do Brasil de 2022        |
| 7  | 41 256  | 2 de dezembro de 2018 | Palmeiras | 3–2       | Vitória     | Campeonato Brasileiro de 2018 |
| 8  | 41 227  | 8 de abril de 2018    | Palmeiras | 0(3)–(4)1 | Corinthians | Campeonato Paulista de 2018   |
| 9  | 41 175  | 1 de julho de 2024    | Palmeiras | 2–0       | Corinthians | Campeonato Brasileiro de 2024 |
| 10 | 41 075  | 25 de maio de 2025    | Palmeiras | 0–2       | Flamengo    | Campeonato Brasileiro de 2025 |

## Maiores rendas
Com base na tabela geral de jogos, as 10 maiores rendas do Allianz Parque são as seguintes:
| Nº | Renda            | Data                   | Mandante  | Placar    | Visitante    | Competição                      |
| -- | ---------------- | ---------------------- | --------- | --------- | ------------ | ------------------------------- |
| 1  | R$ 15 118 391,02 | 10 de outubro de 2017  | Brasil    | 3–0       | Chile        | Eliminatórias da Copa de 2018   |
| 2  | R$ 6 737 030,00  | 7 de junho de 2015     | Brasil    | 2–0       | México       | Amistoso Internacional          |
| 3  | R$ 5 717 077,40  | 16 de março de 2025    | Palmeiras | 0–1       | Corinthians  | Campeonato Paulista de 2025     |
| 4  | R$ 5 336 631,25  | 2 de dezembro de 2015  | Palmeiras | 2(4)–(3)1 | Santos       | Copa do Brasil de 2015          |
| 5  | R$ 5 263 294,60  | 10 de março de 2025    | Palmeiras | 1–0       | São Paulo    | Campeonato Paulista de 2025     |
| 6  | R$ 5 244 701,37  | 7 de abril de 2024     | Palmeiras | 2–0       | Santos       | Campeonato Paulista de 2024     |
| 7  | R$ 4 974 909,22  | 5 de outubro de 2023   | Palmeiras | 1(2)–(4)1 | Boca Juniors | Libertadores da América de 2023 |
| 8  | R$ 4 915 885,00  | 19 de novembro de 2014 | Palmeiras | 0–2       | Sport        | Campeonato Brasileiro de 2014   |
| 9  | R$ 4 706 504,52  | 21 de agosto de 2024   | Palmeiras | 2–2       | Botafogo     | Libertadores da América de 2024 |
| 10 | R$ 4 571 692,60  | 6 de agosto de 2025    | Palmeiras | 0–2       | Corinthians  | Copa do Brasil de 2025          |

## Maiores goleadas
O Allianz Parque já foi palco de diversas goleadas, todas impostas pelo Palmeiras, a adversários nas mais diversas competições, como a Copa Libertadores da América, o Campeonato Brasileiro, a Copa do Brasil e o Campeonato Paulista. A seguir, a lista das maiores goleadas da arena, sempre levando em conta o placar de quatro gols de diferença para cima.
| Nº | Data                   | Mandante  | Placar | Visitante               | Competição                      |
| -- | ---------------------- | --------- | ------ | ----------------------- | ------------------------------- |
| 1  | 12 de abril de 2022    | Palmeiras | 8–1    | Independiente Petrolero | Libertadores da América de 2022 |
| 2  | 28 de maio de 2025     | Palmeiras | 6–0    | Sporting Cristal        | Libertadores da América de 2025 |
| 2  | 27 de maio de 2021     | Palmeiras | 6–0    | Universitario           | Libertadores da América de 2021 |
| 4  | 15 de setembro de 2024 | Palmeiras | 5–0    | Criciúma                | Campeonato Brasileiro de 2024   |
| 4  | 25 de outubro de 2023  | Palmeiras | 5–0    | São Paulo               | Campeonato Brasileiro de 2023   |
| 4  | 6 de julho de 2022     | Palmeiras | 5–0    | Cerro Porteño           | Libertadores da América de 2022 |
| 4  | 27 de abril de 2021    | Palmeiras | 5–0    | Independiente del Valle | Libertadores da América de 2021 |
| 4  | 2 de dezembro de 2020  | Palmeiras | 5–0    | Delfín                  | Libertadores da América de 2020 |
| 4  | 21 de outubro de 2020  | Palmeiras | 5–0    | Tigre                   | Libertadores da América de 2020 |
| 4  | 30 de setembro de 2020 | Palmeiras | 5–0    | Bolívar                 | Libertadores da América de 2020 |
| 4  | 21 de março de 2018    | Palmeiras | 5–0    | Novorizontino           | Campeonato Paulista de 2018     |
| 12 | 16 de novembro de 2017 | Palmeiras | 5–1    | Sport                   | Campeonato Brasileiro de 2017   |
| 12 | 12 de maio de 2015     | Palmeiras | 5–1    | Sampaio Corrêa          | Copa do Brasil de 2015          |
| 15 | 29 de novembro de 2023 | Palmeiras | 4–0    | América Mineiro         | Campeonato Brasileiro de 2023   |
| 15 | 29 de junho de 2023    | Palmeiras | 4–0    | Bolívar                 | Libertadores da América de 2023 |
| 15 | 9 de abril de 2023     | Palmeiras | 4–0    | Água Santa              | Campeonato Paulista de 2023     |
| 15 | 2 de novembro de 2022  | Palmeiras | 4–0    | Fortaleza               | Campeonato Brasileiro de 2022   |
| 15 | 6 de outubro de 2022   | Palmeiras | 4–0    | Coritiba                | Campeonato Brasileiro de 2022   |
| 15 | 9 de junho de 2022     | Palmeiras | 4–0    | Botafogo                | Campeonato Brasileiro de 2022   |
| 15 | 3 de abril de 2022     | Palmeiras | 4–0    | São Paulo               | Campeonato Paulista de 2022     |
| 15 | 10 de novembro de 2021 | Palmeiras | 4–0    | Atlético Goianiense     | Campeonato Brasileiro de 2021   |
| 15 | 18 de janeiro de 2021  | Palmeiras | 4–0    | Corinthians             | Campeonato Brasileiro de 2020   |
| 15 | 28 de abril de 2019    | Palmeiras | 4–0    | Fortaleza               | Campeonato Brasileiro de 2019   |
| 15 | 21 de novembro de 2018 | Palmeiras | 4–0    | América Mineiro         | Campeonato Brasileiro de 2018   |
| 15 | 14 de maio de 2017     | Palmeiras | 4–0    | Vasco da Gama           | Campeonato Brasileiro de 2017   |
| 15 | 30 de junho de 2016    | Palmeiras | 4–0    | Figueirense             | Campeonato Brasileiro de 2016   |
| 15 | 14 de maio de 2016     | Palmeiras | 4–0    | Athletico Paranaense    | Campeonato Brasileiro de 2016   |
| 15 | 14 de abril de 2016    | Palmeiras | 4–0    | River Plate             | Libertadores da América de 2016 |
| 15 | 28 de junho de 2015    | Palmeiras | 4–0    | São Paulo               | Campeonato Brasileiro de 2015   |

## Retrospecto geral do Palmeiras no estádio

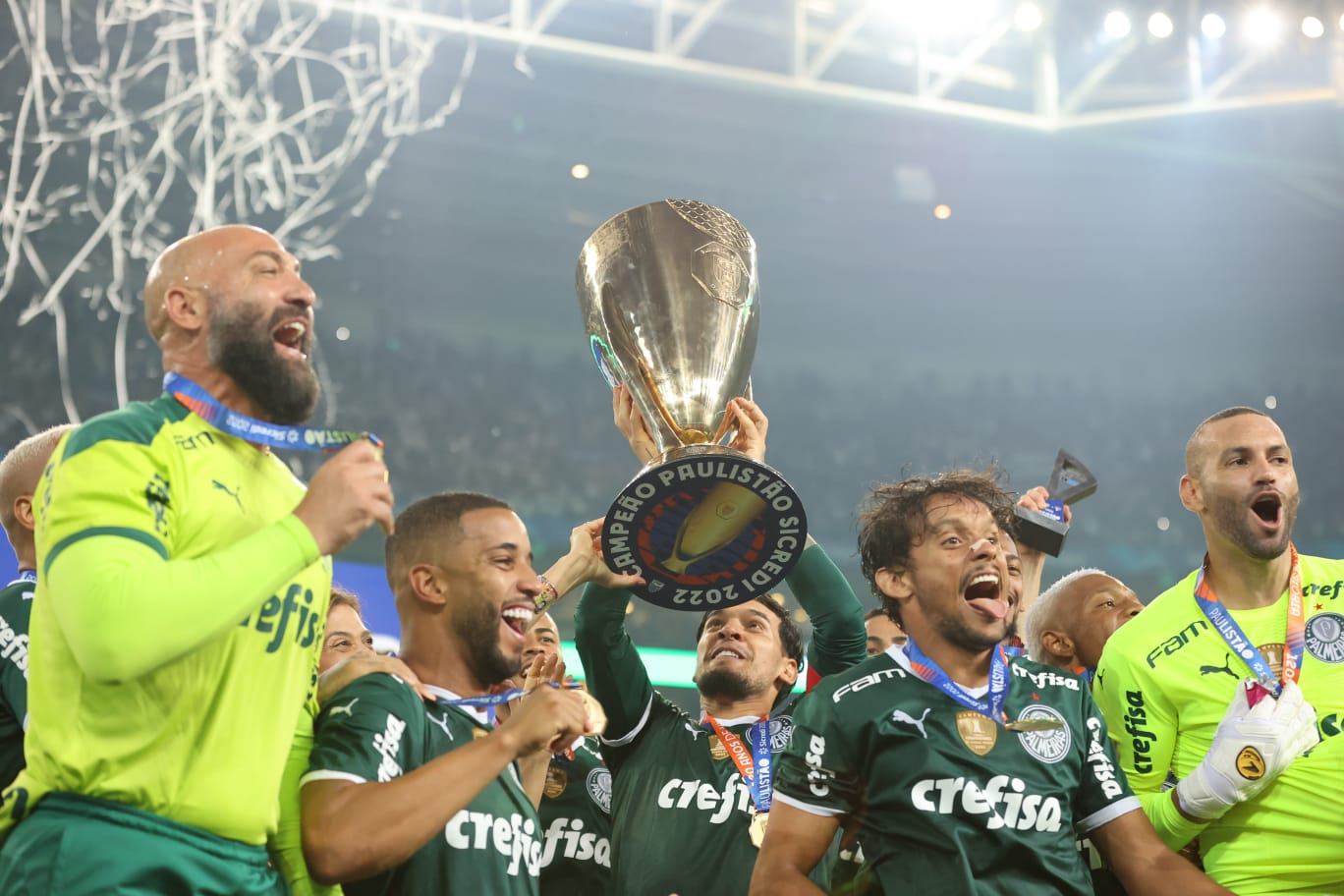
Jogadores do Palmeiras comemoram o título do Campeonato Paulista de 2022

Retrospecto leva em conta todos os jogos do Palmeiras, como mandante ou visitante, no Allianz Parque desde 2014.

## Decisões entre clubes
O Allianz Parque, mesmo com pouco tempo de existência, já foi palco de diversos jogos que definiram o título de campeonatos importantes de clubes.
  Recopa Sul-Americana
- Finalíssima da Recopa Sul-Americana de 2022, quando o Palmeiras sagrou-se campeão pela primeira vez:

| 2 de março    | Palmeiras                  | 2 – 0     | Athletico Paranaense |                                                      |
| 21:30 (UTC−2) | Zé Rafael 49' · Danilo 88' | Relatório |                      | Público: 30 065 Árbitro: VEN Jesús Valenzuela (FIFA) |

  Campeonato Brasileiro
- Jogo que marcou a conquista do Campeonato Brasileiro de 2022, quando o Palmeiras sagrou-se campeão pela 11ª vez:

| 2 de novembro | Palmeiras                                       | 4 – 0     | Fortaleza |                                                    |
| 21:30 (UTC−2) | Rony 14' · Dudu 31'} · Rony 47'} · Endrick 63'} | Relatório |           | Público: 29 104 Árbitro: GO Wilton Pereira Sampaio |

- Jogo decisivo do Campeonato Brasileiro de 2016, quando o Palmeiras sagrou-se campeão pela nona vez:

| 27 de novembro | Palmeiras   | 1 – 0     | Chapecoense |                                              |
| 17:00 (UTC−2)  | Fabiano 25' | Relatório |             | Público: 40 986 Árbitro: RS Anderson Daronco |

  Copa do Brasil
- Finalíssima da Copa do Brasil de 2020, quando o Palmeiras sagrou-se campeão do torneio sobre o Grêmio:

| 7 de março    | Palmeiras                       | 2 – 0     | Grêmio |                                                        |
| 18:00 (UTC−2) | Wesley 53' · Gabriel Menino 84' | Relatório |        | Público: Sem Público Árbitro: RJ Bruno Arleu de Araújo |

- Finalíssima da Copa do Brasil de 2015, quando o Palmeiras sagrou-se campeão do torneio sobre o Santos:

| 2 de dezembro | Palmeiras     | 2 – 1     | Santos               |                                                 |
| 22:00 (UTC−2) | Dudu 56', 84' | Relatório | Ricardo Oliveira 86' | Público: 39 660 Árbitro: SC Héber Roberto Lopes |

|                                                            |       | Penalidades                                                              |  |
| Zé Roberto Rafael Marques Jackson Cristaldo Fernando Prass | 4 – 3 | Marquinhos Gabriel Gustavo Henrique Geuvânio Lucas Lima Ricardo Oliveira |  |

  Campeonato Paulista
- Finalíssima do Campeonato Paulista de 2024, quando o Palmeiras sagrou-se campeão do torneio sobre o Santos:

| 7 de abril    | Palmeiras                                 | 2 – 0     | Santos |                                           |
| 18:00 (UTC−2) | Raphael Veiga 33' (pen) Aníbal Moreno 67' | Relatório |        | Público: 41 446 Árbitro: SP Raphael Claus |

- Finalíssima do Campeonato Paulista de 2023, quando o Palmeiras sagrou-se campeão do torneio sobre o Água Santa:

| 9 de abril    | Palmeiras                                              | 4 – 0     | Água Santa |                                           |
| 16:00 (UTC−2) | Gabriel Menino 15' 26' · Endrick 34' · Flaco López 72' | Relatório |            | Público: 41 444 Árbitro: SP Raphael Claus |

- Finalíssima do Campeonato Paulista de 2022, quando o Palmeiras sagrou-se campeão do torneio sobre o São Paulo:

| 3 de abril    | Palmeiras                                          | 4 – 0     | São Paulo |                                           |
| 16:00 (UTC−2) | Danilo 21' · Zé Rafael 27' · Raphael Veiga 46' 80' | Relatório |           | Público: 31 836 Árbitro: SP Raphael Claus |

- Finalíssima do Campeonato Paulista de 2020, quando o Palmeiras sagrou-se campeão do torneio sobre o Corinthians:

| 8 de agosto   | Palmeiras        | 1 – 1     | Corinthians |                                                          |
| 16:30 (UTC−2) | Luiz Adriano 48' | Relatório | Jô 90+6'    | Público: Sem Público Árbitro: SP Luiz Flávio de Oliveira |

|                                                                         |       | Penalidades                                     |  |
| Bruno Henrique Raphael Veiga Gustavo Scarpa Lucas Lima Patrick de Paula | 4 – 3 | Michel Danilo Avelar Víctor Cantillo Sidcley Jô |  |

- Finalíssima do Campeonato Paulista de 2018, quando o Corinthians sagrou-se campeão do torneio sobre o Palmeiras:

| 8 de abril    | Palmeiras | 0 – 1     | Corinthians    |                                                        |
| 16:00 (UTC−2) |           | Relatório | Rodriguinho 2' | Público: 41 227 Árbitro: SP Marcelo Aperecido de Souza |

|                                                 |       | Penalidades                       |  |
| Dudu Victor Luis Lucas Lima Marcos Rocha Moisés | 3 – 4 | Danilo Romero Lucca Fagner Maycon |  |

## Recordes e marcas históricas

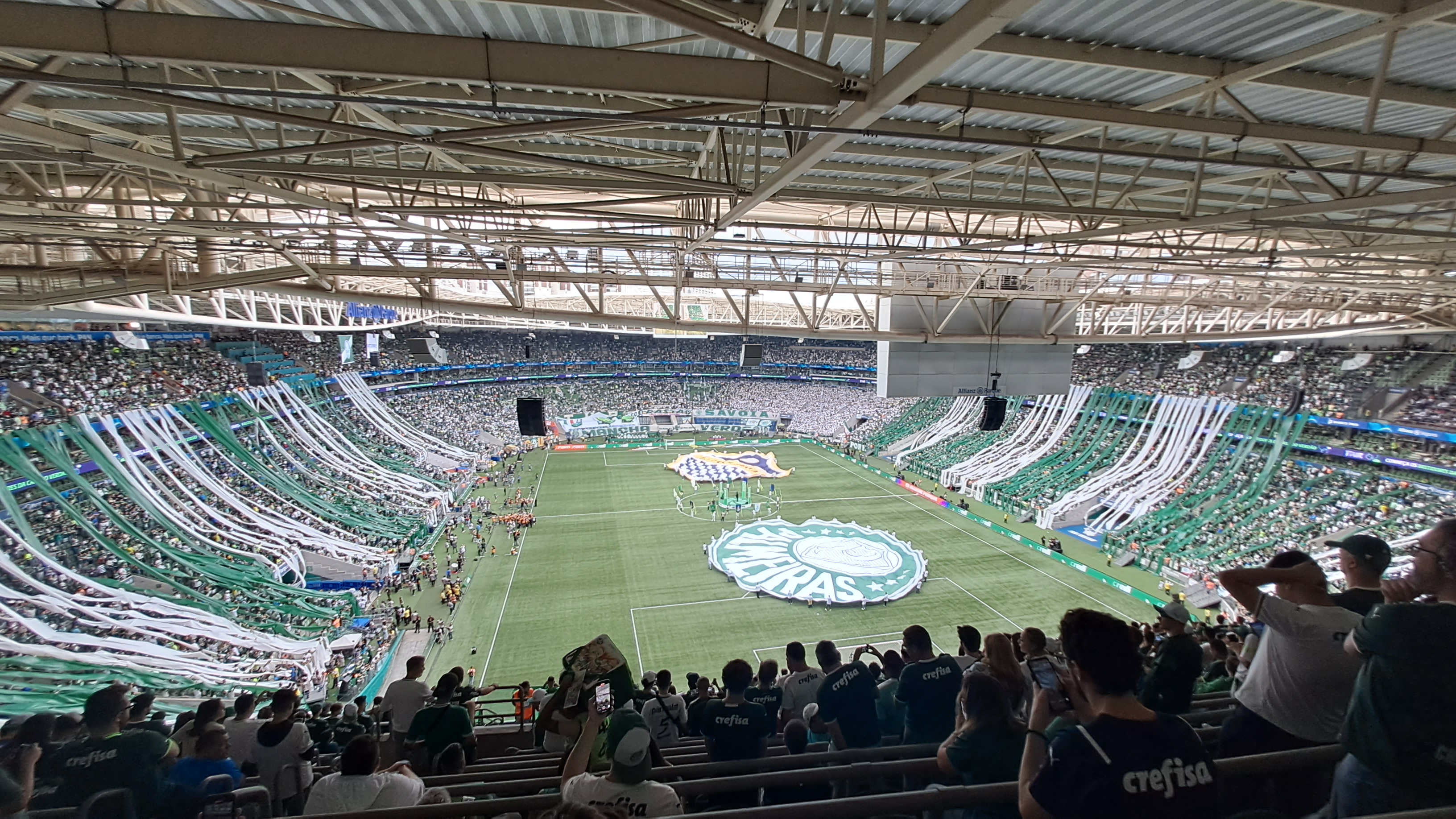
Torcida do Palmeiras na final do Campeonato Paulista de 2023

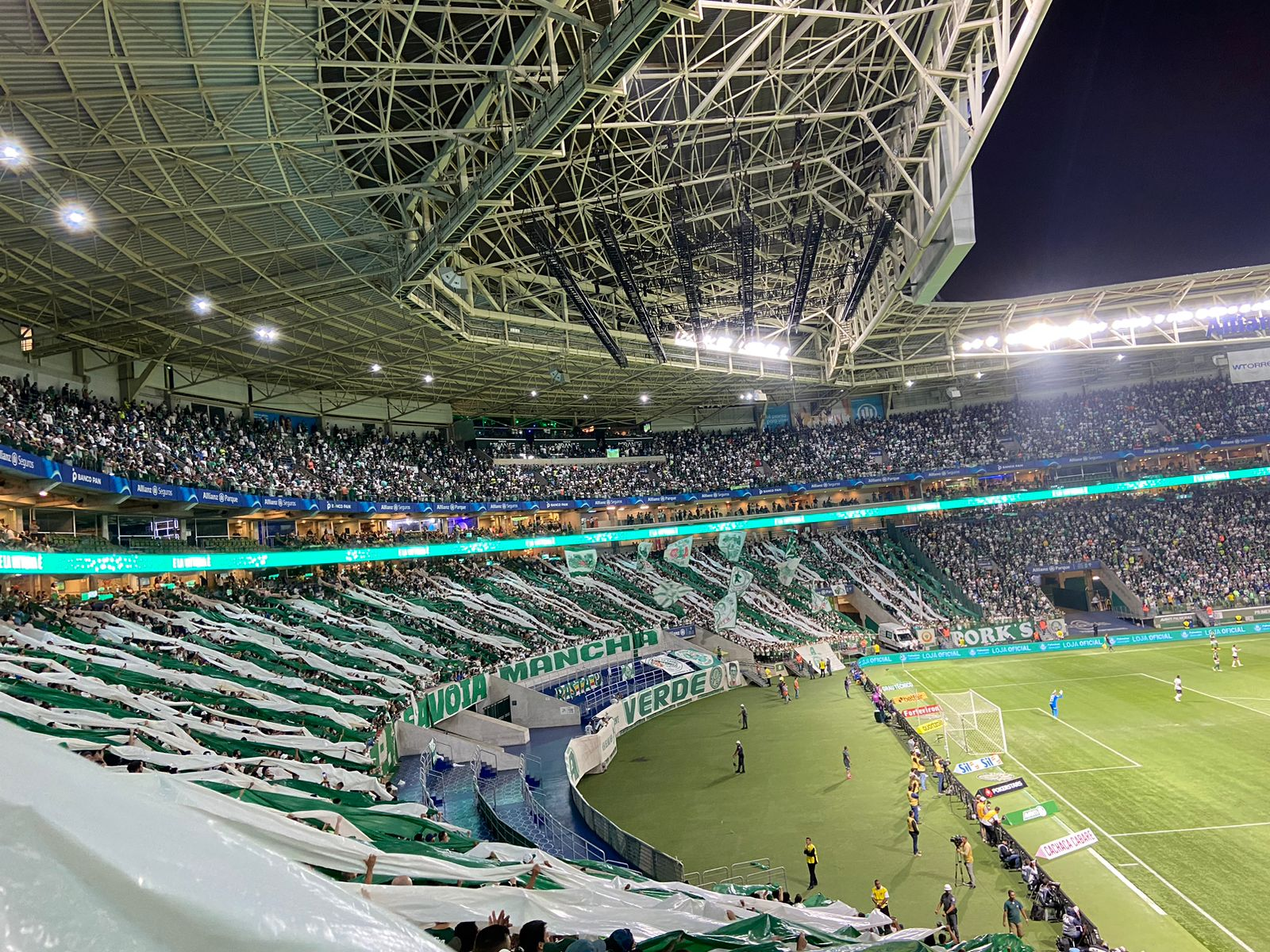
Torcida alviverde no jogo contra o Corinthians que marcou quebra de recorde de público em 2023

O Allianz Parque conta com os seguintes recordes e marcas históricas no futebol masculino profissional:

### Da Arena
- A maior renda obtida no Allianz Parque foi no jogo das Eliminatórias da Copa do Mundo de 2018 disputado entre Brasil e Chile, no dia 10 de outubro de 2017: R$ 15.118.391,02, que, na ocasião, chegou a ser a maior arrecadação de toda a história do futebol brasileiro;[26]
- O maior público pagante em jogos na arena, de 41 468, foi alcançado no dia 6 de agosto de 2025, no clássico disputado entre Palmeiras e Corinthians pelas oitavas de final da Copa do Brasil de 2025 que contou com vitória alvinegra por 2 a 0. Este recorde de público é seguido de perto por outra marca alcançada também num Derby Paulista, de 41 457,[21] verificada no dia 29 de abril de 2023, pelo primeiro turno do Campeonato Brasileiro de 2023, no qual o alviverde venceu por 2 a 1.[27]
- O menor público e a menor renda em jogos no Allianz Parque foram observados no dia 9 de outubro de 2021, na partida entre Palmeiras e Bragantino, pelo Campeonato Brasileiro de 2021, que marcou o retorno ao público à arena alviverde, após 1 ano e sete meses com a proibição de torcedores em estádios por causa da pandemia de covid-19. Neste retorno, só estava permitido um total de ocupação de 30% da capacidade da arena, ainda como medidas de proteção em relação à pandemia. O público pagante foi de 8.864 torcedores e a renda foi de R$ 538.312,34.[28]

### De clubes

Luiz Adriano marca o segundo gol da vitória do Palmeiras sobre o Corinthians pelo Campeonato Brasileiro de 2020 na goleada por 4 a 0 em 2021

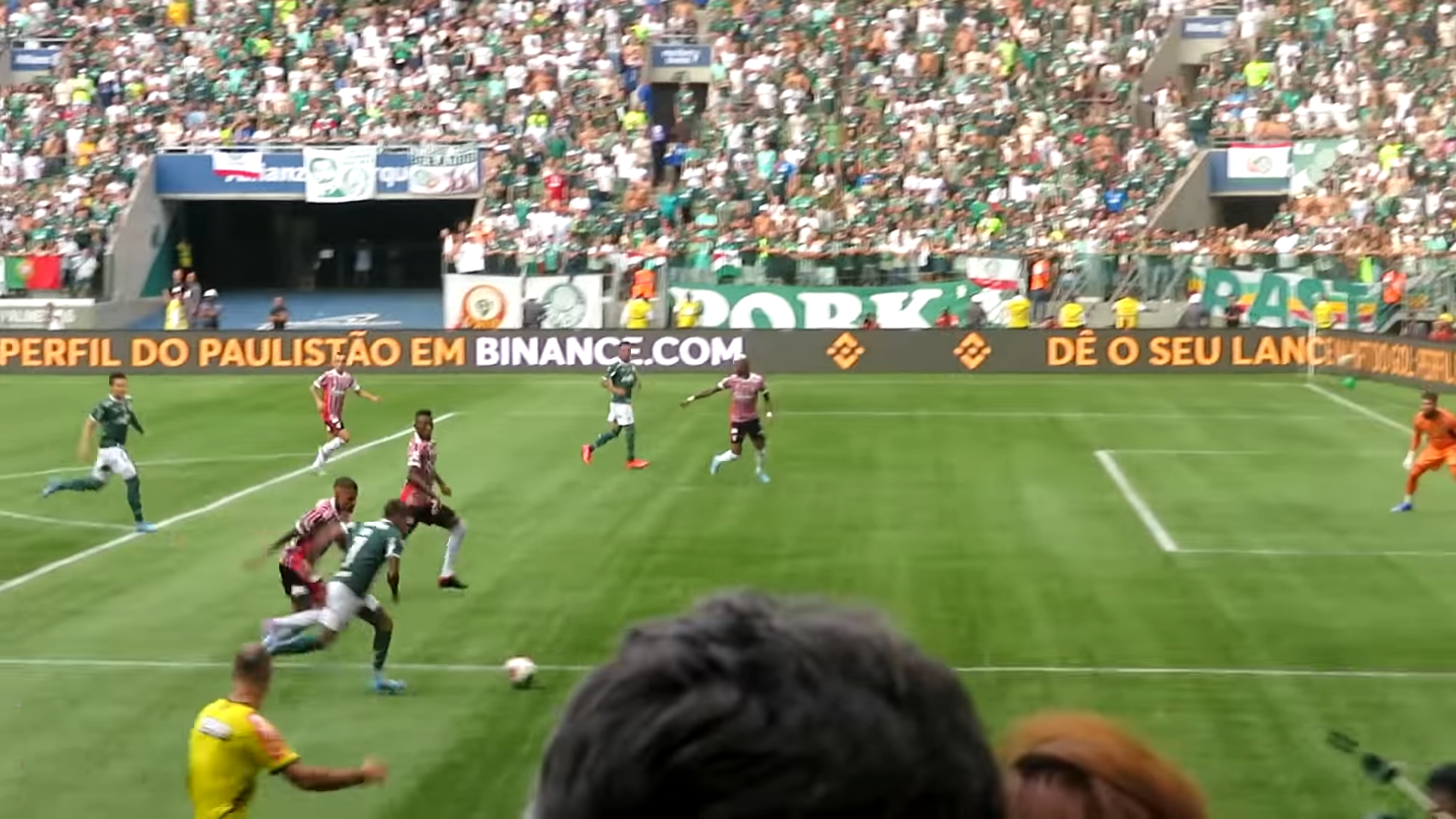
Partida final do Paulistão de 2022 que contou com goleada do Palmeiras por 4 a 0 sobre o São Paulo

- O São Paulo, com 23 jogos, é a equipe que mais enfrentou o Palmeiras no Allianz Parque;[8]
- Com 14 derrotas, o São Paulo[29] também é a equipe que mais perdeu para o alviverde na arena.[8][30] É seguido de perto pelo Fluminense, que foi derrotado em nove dos 11 jogos que disputou;[31]
- Corinthians, com 6 vitórias, e São Paulo, com quatro vitórias, são os rivais que mais derrotaram na arena o Palmeiras, que possui dez vitórias a mais no confronto com o time tricolor e tem o mesmo número de seis êxitos no duelo com a equipe alvinegra.[32]
- Apesar de ser o time que mais perdeu no Allianz Parque para o Palmeiras, o São Paulo é o rival que mais eliminou o alviverde na arena em mata-matas. Foram 3 eliminações impostas pelo time tricolor à equipe mandante, que eliminou o rival também em 3 mata-matas neste duelo equilibrado no estádio;[33][34]
- A maior goleada da arena foi pelo placar de 8 a 1, verificada no jogo entre Palmeiras e Independiente Petrolero, da Bolívia, pela fase de grupos da Copa Libertadores da América de 2022. Este resultado também representou a maior goleada da história do clube alviverde na competição continental.[35]
- Outras goleadas de impacto foram pelo placar de 6 a 0, em duas oportunidades: imposto pelo Palmeiras ao Sporting Cristal[36], e pela fase de grupos da Copa Libertadores da América de 2025, por 6 a 0 ao Universitario, pela fase de grupos da Copa Libertadores da América de 2021[37]; pelo pelo placar de 5 a 0, imposto pelo Palmeiras em oito oportunidades: sobre o Cerro Porteño nas oitavas de final da Copa Libertadores da América de 2022; sobre o Delfín nas oitavas de final da Copa Libertadores da América de 2020; sobre o Tigre e sobre o Bolívar, na fase de Grupos da mesma competição do mesmo ano; sobre o Independiente del Valle na fase de Grupos da Copa Libertadores da América de 2021; sobre o São Paulo pelo Campeonato Brasileiro de 2023; sobre o Criciúma pelo Campeonato Brasileiro de 2024;[38] e sobre o Grêmio Novorizontino, nas quartas de final do Campeonato Paulista de 2018. Depois delas, outras goleadas de destaque e com escore próximo foram a de 5 a 1 imposta pelo Palmeiras sobre o Sampaio Corrêa, pela Copa do Brasil de 2015, e a de 5 a 1 sobre o Sport, pelo Campeonato Brasileiro de 2017;[39]
- As maiores goleadas em clássicos no Allianz Parque foram impostas pelo Palmeiras. A mais expressiva aconteceu em 25 de outubro de 2023, quando o alviverde goleou o São Paulo por 5 a 0.[40] O resultado elástico também igualou a maior goleada alviverde sobre o tricolor na história do clássico e e também se tornou a goleada mais expressiva do Choque-Rei em partidas de Campeonato Brasileiro.[41] Pelo placar de 4 a 0 em clássicos, a primeira goleada no Allianz Parque aconteceu em junho de 2015, quando o alviverde derrotou o São Paulo por quatro gols a zero pelo Campeonato Brasileiro.[42] Em 2021, pelo Campeonato Brasileiro de 2020, o alviverde igualou a marca, goleando o Corinthians por 4 a 0.[43] Esta última também é a maior goleada das novas arenas, entre os clubes arquirrivais na capital paulista, desde a inauguração delas, em 2014;
- Outra goleada por 4 a 0 em clássicos, desta vez na finalíssima do Campeonato Paulista de 2022, contra o São Paulo, foi o placar mais elástico verificado numa decisão no Allianz Parque. A contagem foi repetida logo no ano seguinte na final do Campeonato Paulista de 2023 contra o Água Santa;[44]
- O Defensa y Justicia, da Argentina, e o Bragantino, do Brasil, são as equipes que conseguiram marcar mais gols contra o Palmeiras na arena. Os argentinos ganharam por 4 a 3, em 18 de maio de 2021, pela fase de grupos da Copa Libertadores da América de 2021, em partida que o alviverde já estava classificado para as oitavas de final da competição e entrou com a equipe reserva.[45] Os brasileiros venceram por 4 a 2 no dia 9 de outubro de 2021, em jogo disputado pelo Campeonato Brasileiro de 2021;[46]
- A maior invencibilidade do Palmeiras no Allianz Parque foi de 31 jogos e durou quase 1 ano, entre o início de julho de 2022 e o dia 25 de junho de 2023, quando o alviverde, então vice-líder do Campeonato Brasileiro de 2023, foi derrotado pelo Botafogo, líder da competição.[47]
- O Audax, o Santos[48] e o São Paulo[49] são os únicos clubes, além do Palmeiras, que já foram mandantes em jogos no Allianz Parque.

### De jogadores
| #  | Jogador        | Gols* | Período                   | Posição    |
| -- | -------------- | ----- | ------------------------- | ---------- |
| 1º | Raphael Veiga  | 53    | 2017 / 2019 -             | meio-campo |
| 2º | Dudu           | 40    | 2015 - 2020 / 2021 - 2025 | atacante   |
| 3º | Rony           | 37    | 2020 - 2025               | atacante   |
| 4º | Willian Bigode | 28    | 2017 - 2021               | atacante   |
| 5º | Gustavo Scarpa | 20    | 2018 - 2022               | meio-campo |

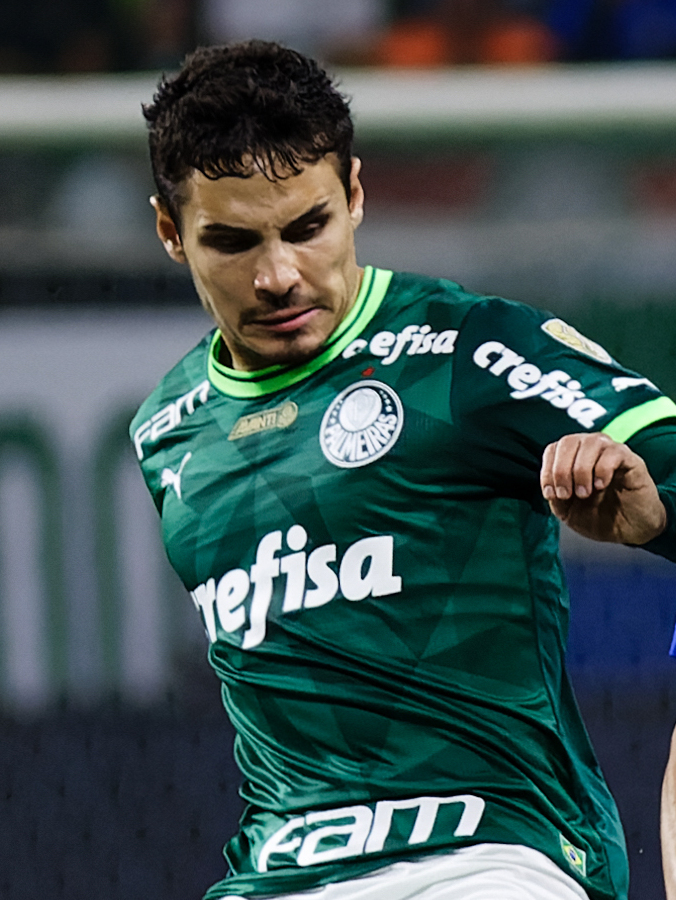
Raphael Veiga no Allianz Parque em 2023

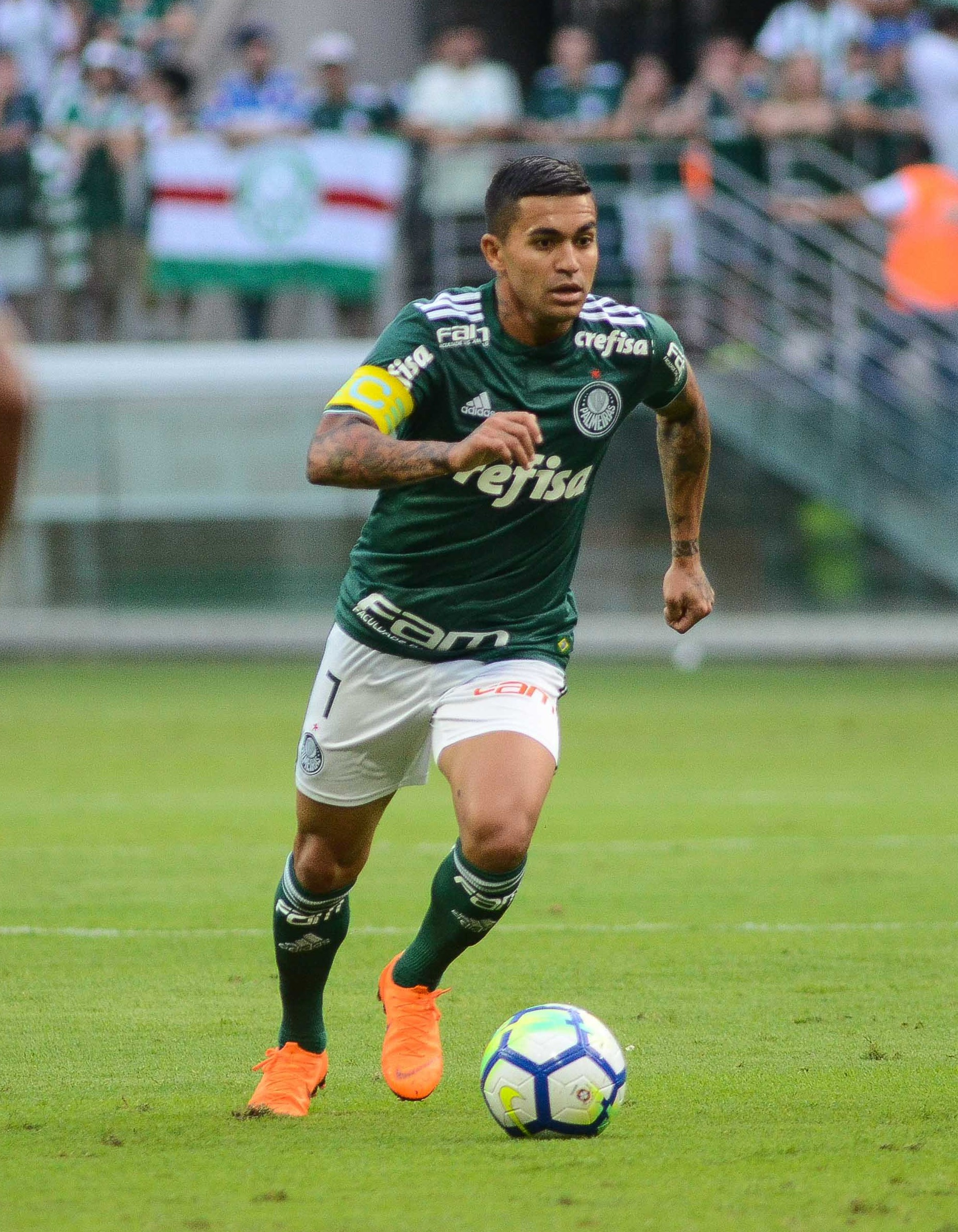
Dudu, atuando no Allianz Parque em 2018

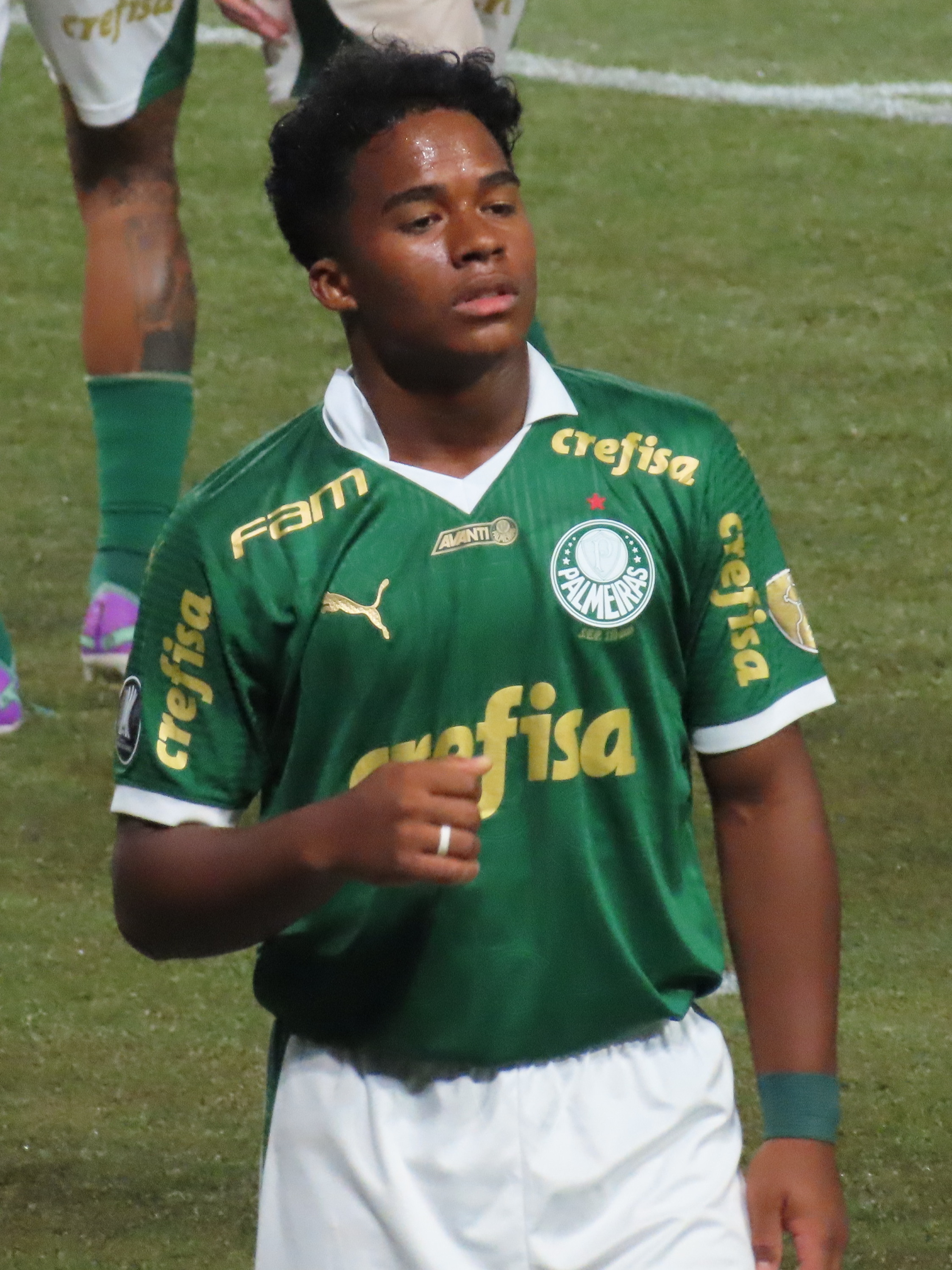
Endrick no Allianz Parque em 2024

(*) Atualizado até 10 de agosto de 2025
- O meia Raphael Veiga, com 53 gols marcados, é o jogador com o maior número de gols feitos no Allianz Parque, seguido pelo atacante Dudu, com 40 gols.[21]
- O atacante Dudu, com 205 jogos, é o jogador que mais partidas disputou no local e o que mais venceu;[51][21]
- O atacante colombiano Miguel Borja é o jogador estrangeiro com mais gols na arena palmeirense. Até o dia 30 de julho de 2019, quando fez seu último gol na arena verde, Borja havia marcado 19 gols.[52]
- Com 43 anos de idade, o lateral Zé Roberto é o jogador mais velho a ter atuado no Allianz Parque. Em 27 de novembro de 2017, na vitória do Palmeiras por 2 a 0 contra o Botafogo, pelo Campeonato Brasileiro, ele fez a última partida como profissional da carreira;[53]
- Com 42 anos de idade, o goleiro Rogério Ceni, do São Paulo, foi o jogador mais velho da posição a atuar no Allianz Parque e o que, entre as equipes grandes rivais, mais sofreu gols no local: 7;
- O goleiro Douglas Friedrich, com 13 gols sofridos, é o mais vazado de uma equipe rival no Allianz Parque.[54] O último gol sofrido por ele na arena alviverde aconteceu no dia 4 de outubro de 2021, na partida na qual o Palmeiras empatou por 1 a 1 com o Juventude.[55]
- No dia 24 de maio de 2017, após fazer o terceiro gol contra o Atlético Tucumán pela última rodada da fase de grupos da Libertadores, Zé Roberto, atuando pelo Palmeiras, também se tornou o jogador mais velho a fazer um gol pela competição e na arena alviverde, com 42 anos, 10 meses e 18 dias;[56][57]
- O meia Raphael Veiga também foi o jogador que marcou o gol mais rápido da história da arena, no dia 7 de julho de 2021, quando, aos 15 segundos de partida, fez o primeiro gol da vitória por 2 a 0 do Palmeiras sobre o Grêmio, pelo Campeonato Brasileiro de 2021.[58]
- O atacante Rafael Navarro, com quatro gols marcados na goleada por 8 a 1 sobre o Independiente Petrolero em 13 de abril de 2022, é o jogador com mais gols feitos numa única partida no Allianz Parque.[35]
- O atacante Endrick, com 16 anos de idade, foi o jogador mais jovem a disputar uma partida profissional no Allianz Parque e na história do Palmeiras, na vitória por 4 a 0 da equipe alviverde sobre o Coritiba, no dia 6 de outubro de 2022.[59]
- O mesmo Endrick, aos 16 anos, é o jogador mais jovem a marcar um gol no Allianz Parque. O feito aconteceu na goleada por 4 a 0 do Palmeiras sobre o Fortaleza, no dia 2 de novembro de 2022, quando o clube alviverde conquistou o  11º título do Campeonato Brasileiro.[60]

## Futebol Feminino

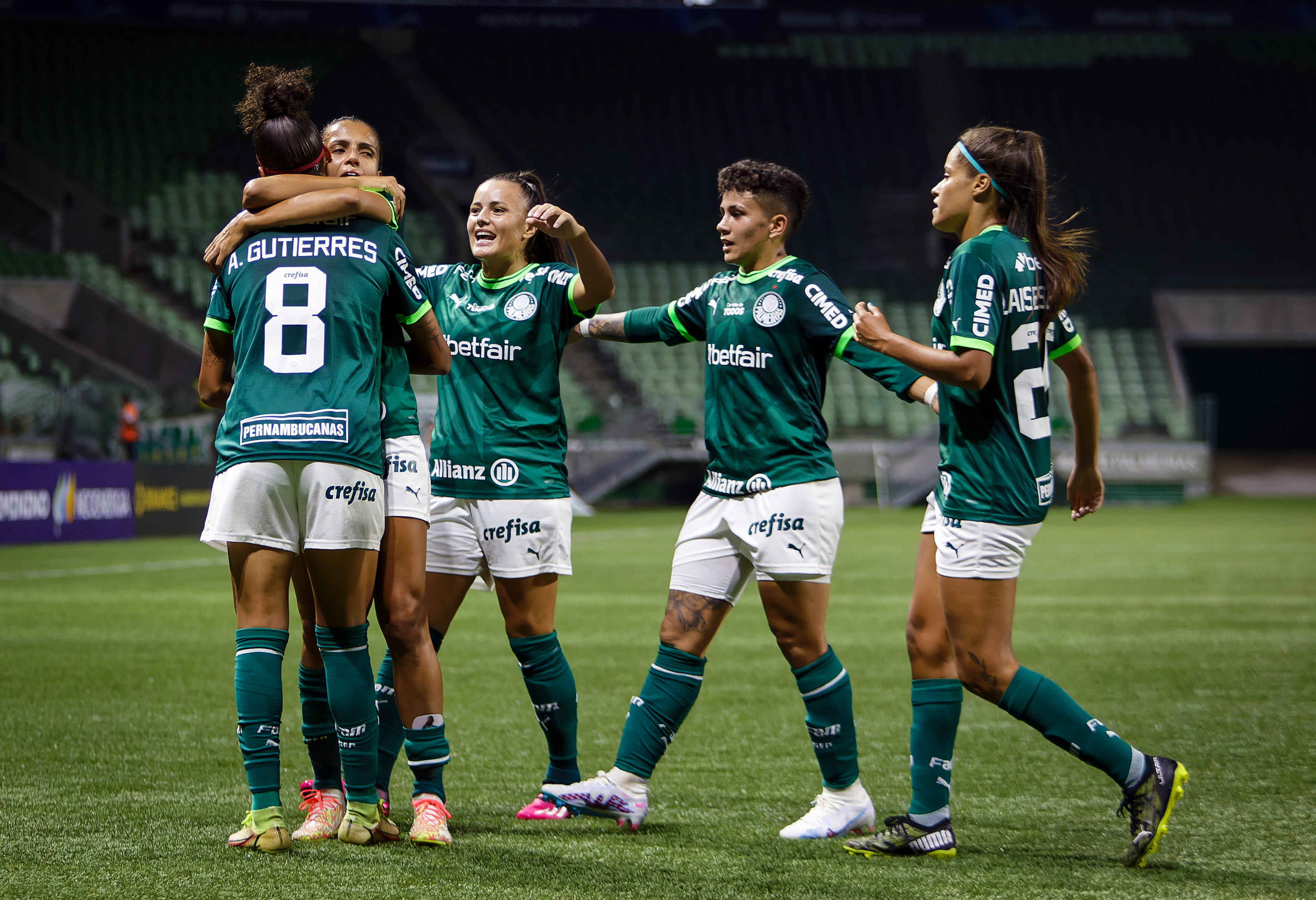
Jogadoras do Palmeiras durante partida pelo Campeonato Brasileiro de 2023 no Allianz Parque

No futebol feminino, o Allianz Parque passou a ser palco do Palmeiras em setembro de 2020, já no período de pandemia de covid-19. Mesmo com jogos sem público para evitar a contaminação, as jogadoras do alviverde encontraram na arena uma grande aliada para realizarem boas campanhas, tanto no Campeonato Paulista como no Campeonato Brasileiro, chegando às semifinais nestas duas competições de 2020.
Em dezembro de 2022, a equipe feminina do Palmeiras levantou sua primeira taça de competição oficial no Allianz Parque. Comandadas pela meio-campista Bia Zaneratto, as jogadoras conquistaram o Campeonato Paulista de 2022, após vencer o Santos por 2 a 1 na finalíssima da competição.

### Lista geral de jogos
Abaixo está a lista completa de jogos de futebol feminino no Allianz Parque.
Não estão inclusos nesta lista jogos festivos ou de categorias de base.
A numeração das partidas se refere ao total de jogos feminino na arena.
| Jogos do Palmeiras Feminino como mandante |                        |               |        |                 |                               |                 |             |
| Jogo                                      | Data                   | Time mandante | Placar | Time visitante  | Competição                    | Público pagante | Renda bruta |
| 1                                         | 24 de setembro de 2020 | Palmeiras     | 2-1    | Santos          | Campeonato Brasileiro de 2020 | Sem Público*    | -           |
| 2                                         | 5 de outubro de 2020   | Palmeiras     | 1-3    | Internacional   | Campeonato Brasileiro de 2020 | Sem Público*    | -           |
| 3                                         | 28 de outubro de 2020  | Palmeiras     | 2-1    | Ferroviária     | Campeonato Brasileiro de 2020 | Sem Público*    | -           |
| 4                                         | 8 de novembro de 2020  | Palmeiras     | 0-0    | Corinthians     | Campeonato Brasileiro de 2020 | Sem Público*    | -           |
| 5                                         | 18 de abril de 2021    | Palmeiras     | 2-2    | Ferroviária     | Campeonato Brasileiro de 2021 | Sem Público*    | -           |
| 6                                         | 24 de abril de 2021    | Palmeiras     | 4-2    | Cruzeiro        | Campeonato Brasileiro de 2021 | Sem Público*    | -           |
| 7                                         | 3 de maio de 2021      | Palmeiras     | 4-1    | Grêmio          | Campeonato Brasileiro de 2021 | Sem Público*    | -           |
| 8                                         | 13 de maio de 2021     | Palmeiras     | 4-0    | Real Brasília   | Campeonato Brasileiro de 2021 | Sem Público*    | -           |
| 9                                         | 23 de maio de 2021     | Palmeiras     | 1-0    | Bahia           | Campeonato Brasileiro de 2021 | Sem Público*    | -           |
| 10                                        | 20 de junho de 2021    | Palmeiras     | 8-0    | Napoli-SC       | Campeonato Brasileiro de 2021 | Sem Público*    | -           |
| 11                                        | 11 de agosto de 2021   | Palmeiras     | 2-0    | AD Taubaté      | Campeonato Paulista de 2021   | Sem Público*    | -           |
| 12                                        | 22 de agosto de 2021   | Palmeiras     | 4-1    | Grêmio          | Campeonato Brasileiro de 2021 | Sem Público*    | -           |
| 13                                        | 25 de agosto de 2021   | Palmeiras     | 7-0    | Realidade Jovem | Campeonato Paulista de 2021   | Sem Público*    | -           |
| 14                                        | 5 de setembro de 2021  | Palmeiras     | 4-1    | Internacional   | Campeonato Brasileiro de 2021 | Sem Público*    | -           |
| 15                                        | 12 de setembro de 2021 | Palmeiras     | 0-1    | Corinthians     | Campeonato Brasileiro de 2021 | Sem Público*    | -           |
| 16                                        | 22 de setembro de 2021 | Palmeiras     | 1-1    | Corinthians     | Campeonato Paulista de 2021   | Sem Público*    | -           |
| 17                                        | 10 de outubro de 2021  | Palmeiras     | 2-3    | São Paulo       | Campeonato Paulista de 2021   | Sem Público*    | -           |

### Recordes e marcas
- Em junho de 2021, a equipe do Palmeiras venceu o Napoli-SC, por 8 a 0, pelo Campeonato Brasileiro, aplicando goleada histórica em competições de primeira divisão no Allianz Parque.[64]

- O jogo no qual o Palmeiras conquistou o Campeonato Paulista em 2022 também marcou o recorde de público em partidas de futebol feminino em toda a história do Allianz Parque. No dia 21 de dezembro de 2022, compareceram cerca de 20 mil pessoas para prestigiar a decisão na arena palmeirense.[65]

## Lista de grandes concertos
A arena também se consolidou como um dos principais endereços do mundo para realização de grandes concertos musicais. De acordo com o levantamento da Pollstar, uma publicação especializada em concertos com sede nos Estados Unidos, a arena sediou dezessete shows e recebeu um público acumulado de aproximadamente 600 mil pessoas ao longo de 2017. A arena ficou em primeiro lugar em um ranking internacional de 2017, a frente de importantes sedes de eventos desportivos e musicais, dentre os quais a Johan Cruyff Arena (11 shows), Stade de France (9 shows), Fenway Park (8 shows) e o Estádio Olímpico de Londres (7 shows).